# Llista d'asteroides (315001-316000)
Llista d'asteroides del 315.001 al 316.000, amb data de descoberta i descobridor. És un fragment de la llista d'asteroides completa. Als asteroides se'ls dona un número quan es confirma la seva òrbita, per tant apareixen llistats aproximadament segons la data de descobriment.

## 315001-315100
| Nom              | Designació provisional | Data de descobriment   | Lloc de descobriment | Descobridor/s        |
| ---------------- | ---------------------- | ---------------------- | -------------------- | -------------------- |
| 315001           | 2007 AD25              | 15 de gener de 2007    | Catalina             | CSS                  |
| 315002           | 2007 AP27              | 9 de gener de 2007     | Mount Lemmon         | Mt. Lemmon Survey    |
| 315003           | 2007 AS27              | 10 de gener de 2007    | Kitt Peak            | Spacewatch           |
| 315004           | 2007 AE28              | 8 de gener de 2007     | Mount Lemmon         | Mt. Lemmon Survey    |
| 315005           | 2007 BE                | 16 de gener de 2007    | Anderson Mesa        | LONEOS               |
| 315006           | 2007 BA1               | 16 de gener de 2007    | Mount Lemmon         | Mt. Lemmon Survey    |
| 315007           | 2007 BE8               | 24 de gener de 2007    | Mount Lemmon         | Mt. Lemmon Survey    |
| 315008           | 2007 BP10              | 17 de gener de 2007    | Palomar              | NEAT                 |
| 315009           | 2007 BL17              | 17 de gener de 2007    | Palomar              | NEAT                 |
| 315010           | 2007 BR23              | 24 de gener de 2007    | Mount Lemmon         | Mt. Lemmon Survey    |
| 315011           | 2007 BO30              | 24 de gener de 2007    | Catalina             | CSS                  |
| 315012 Hutchings | 2007 BD31              | 20 de gener de 2007    | Mauna Kea            | D. D. Balam          |
| 315013           | 2007 BX33              | 24 de gener de 2007    | Mount Lemmon         | Mt. Lemmon Survey    |
| 315014           | 2007 BD35              | 24 de gener de 2007    | Mount Lemmon         | Mt. Lemmon Survey    |
| 315015           | 2007 BB38              | 24 de gener de 2007    | Mount Lemmon         | Mt. Lemmon Survey    |
| 315016           | 2007 BX38              | 24 de gener de 2007    | Catalina             | CSS                  |
| 315017           | 2007 BH44              | 24 de gener de 2007    | Catalina             | CSS                  |
| 315018           | 2007 BA48              | 26 de gener de 2007    | Kitt Peak            | Spacewatch           |
| 315019           | 2007 BW48              | 26 de gener de 2007    | Kitt Peak            | Spacewatch           |
| 315020           | 2007 BG49              | 28 de gener de 2007    | Kitt Peak            | Spacewatch           |
| 315021           | 2007 BG57              | 24 de gener de 2007    | Socorro              | LINEAR               |
| 315022           | 2007 BE58              | 24 de gener de 2007    | Catalina             | CSS                  |
| 315023           | 2007 BG62              | 27 de gener de 2007    | Mount Lemmon         | Mt. Lemmon Survey    |
| 315024           | 2007 BA64              | 27 de gener de 2007    | Mount Lemmon         | Mt. Lemmon Survey    |
| 315025           | 2007 BE66              | 27 de gener de 2007    | Mount Lemmon         | Mt. Lemmon Survey    |
| 315026           | 2007 BD69              | 27 de gener de 2007    | Mount Lemmon         | Mt. Lemmon Survey    |
| 315027           | 2007 BT69              | 27 de gener de 2007    | Mount Lemmon         | Mt. Lemmon Survey    |
| 315028           | 2007 BK74              | 17 de gener de 2007    | Kitt Peak            | Spacewatch           |
| 315029           | 2007 BT74              | 26 de gener de 2007    | Kitt Peak            | Spacewatch           |
| 315030           | 2007 BR77              | 25 de gener de 2007    | Kitt Peak            | Spacewatch           |
| 315031           | 2007 BA78              | 27 de gener de 2007    | Mount Lemmon         | Mt. Lemmon Survey    |
| 315032           | 2007 CF4               | 6 de febrer de 2007    | Kitt Peak            | Spacewatch           |
| 315033           | 2007 CE8               | 6 de febrer de 2007    | Kitt Peak            | Spacewatch           |
| 315034           | 2007 CG17              | 27 de gener de 2007    | Kitt Peak            | Spacewatch           |
| 315035           | 2007 CL19              | 5 de febrer de 2007    | Palomar              | NEAT                 |
| 315036           | 2007 CH21              | 6 de febrer de 2007    | Palomar              | NEAT                 |
| 315037           | 2007 CL22              | 6 de febrer de 2007    | Mount Lemmon         | Mt. Lemmon Survey    |
| 315038           | 2007 CO23              | 7 de febrer de 2007    | Mount Lemmon         | Mt. Lemmon Survey    |
| 315039           | 2007 CV24              | 8 de febrer de 2007    | Mount Lemmon         | Mt. Lemmon Survey    |
| 315040           | 2007 CR26              | 10 de febrer de 2007   | Marly                | P. Kocher            |
| 315041           | 2007 CF32              | 6 de febrer de 2007    | Mount Lemmon         | Mt. Lemmon Survey    |
| 315042           | 2007 CE35              | 6 de febrer de 2007    | Kitt Peak            | Spacewatch           |
| 315043           | 2007 CO35              | 6 de febrer de 2007    | Mount Lemmon         | Mt. Lemmon Survey    |
| 315044           | 2007 CR44              | 8 de febrer de 2007    | Palomar              | NEAT                 |
| 315045           | 2007 CX48              | 10 de febrer de 2007   | Mount Lemmon         | Mt. Lemmon Survey    |
| 315046           | 2007 CG51              | 13 de febrer de 2007   | San Marcello         | San Marcello         |
| 315047           | 2007 CW51              | 17 de gener de 2007    | Catalina             | CSS                  |
| 315048           | 2007 CG53              | 13 de febrer de 2007   | Socorro              | LINEAR               |
| 315049           | 2007 CX55              | 13 de febrer de 2007   | Socorro              | LINEAR               |
| 315050           | 2007 CR59              | 26 de gener de 2007    | Anderson Mesa        | LONEOS               |
| 315051           | 2007 CW60              | 10 de febrer de 2007   | Catalina             | CSS                  |
| 315052           | 2007 CF66              | 10 de febrer de 2007   | Catalina             | CSS                  |
| 315053           | 2007 DZ                | 16 de febrer de 2007   | Calvin-Rehoboth      | Calvin College       |
| 315054           | 2007 DP12              | 16 de febrer de 2007   | Mount Lemmon         | Mt. Lemmon Survey    |
| 315055           | 2007 DM13              | 16 de febrer de 2007   | Palomar              | NEAT                 |
| 315056           | 2007 DK14              | 17 de febrer de 2007   | Kitt Peak            | Spacewatch           |
| 315057           | 2007 DG16              | 17 de febrer de 2007   | Kitt Peak            | Spacewatch           |
| 315058           | 2007 DS17              | 17 de febrer de 2007   | Kitt Peak            | Spacewatch           |
| 315059           | 2007 DK20              | 17 de febrer de 2007   | Kitt Peak            | Spacewatch           |
| 315060           | 2007 DL28              | 17 de febrer de 2007   | Kitt Peak            | Spacewatch           |
| 315061           | 2007 DQ28              | 17 de febrer de 2007   | Kitt Peak            | Spacewatch           |
| 315062           | 2007 DW30              | 17 de febrer de 2007   | Kitt Peak            | Spacewatch           |
| 315063           | 2007 DP31              | 17 de febrer de 2007   | Kitt Peak            | Spacewatch           |
| 315064           | 2007 DS32              | 17 de febrer de 2007   | Kitt Peak            | Spacewatch           |
| 315065           | 2007 DC33              | 17 de febrer de 2007   | Kitt Peak            | Spacewatch           |
| 315066           | 2007 DL35              | 17 de febrer de 2007   | Kitt Peak            | Spacewatch           |
| 315067           | 2007 DD36              | 17 de febrer de 2007   | Kitt Peak            | Spacewatch           |
| 315068           | 2007 DE36              | 17 de febrer de 2007   | Kitt Peak            | Spacewatch           |
| 315069           | 2007 DW37              | 17 de febrer de 2007   | Kitt Peak            | Spacewatch           |
| 315070           | 2007 DH41              | 19 de febrer de 2007   | Mount Lemmon         | Mt. Lemmon Survey    |
| 315071           | 2007 DY42              | 17 de febrer de 2007   | Catalina             | CSS                  |
| 315072           | 2007 DH43              | 20 de novembre de 2006 | Mount Lemmon         | Mt. Lemmon Survey    |
| 315073           | 2007 DZ45              | 21 de febrer de 2007   | Mount Lemmon         | Mt. Lemmon Survey    |
| 315074           | 2007 DC52              | 17 de febrer de 2007   | Mount Lemmon         | Mt. Lemmon Survey    |
| 315075           | 2007 DO52              | 19 de febrer de 2007   | Mount Lemmon         | Mt. Lemmon Survey    |
| 315076           | 2007 DS58              | 21 de febrer de 2007   | Mount Lemmon         | Mt. Lemmon Survey    |
| 315077           | 2007 DT58              | 21 de febrer de 2007   | Mount Lemmon         | Mt. Lemmon Survey    |
| 315078           | 2007 DQ59              | 22 de febrer de 2007   | Anderson Mesa        | LONEOS               |
| 315079           | 2007 DB60              | 22 de febrer de 2007   | Socorro              | LINEAR               |
| 315080           | 2007 DM65              | 21 de febrer de 2007   | Kitt Peak            | Spacewatch           |
| 315081           | 2007 DK69              | 21 de febrer de 2007   | Kitt Peak            | Spacewatch           |
| 315082           | 2007 DP70              | 21 de febrer de 2007   | Kitt Peak            | Spacewatch           |
| 315083           | 2007 DU70              | 21 de febrer de 2007   | Kitt Peak            | Spacewatch           |
| 315084           | 2007 DE71              | 21 de febrer de 2007   | Kitt Peak            | Spacewatch           |
| 315085           | 2007 DS71              | 21 de febrer de 2007   | Kitt Peak            | Spacewatch           |
| 315086           | 2007 DO81              | 23 de febrer de 2007   | Mount Lemmon         | Mt. Lemmon Survey    |
| 315087           | 2007 DL83              | 25 de febrer de 2007   | Mount Lemmon         | Mt. Lemmon Survey    |
| 315088           | 2007 DT84              | 21 de febrer de 2007   | Charleston           | Charleston           |
| 315089           | 2007 DC86              | 27 de gener de 2007    | Mount Lemmon         | Mt. Lemmon Survey    |
| 315090           | 2007 DS88              | 23 de febrer de 2007   | Kitt Peak            | Spacewatch           |
| 315091           | 2007 DL90              | 23 de febrer de 2007   | Kitt Peak            | Spacewatch           |
| 315092           | 2007 DJ91              | 23 de febrer de 2007   | Mount Lemmon         | Mt. Lemmon Survey    |
| 315093           | 2007 DK91              | 23 de febrer de 2007   | Mount Lemmon         | Mt. Lemmon Survey    |
| 315094           | 2007 DS91              | 23 de febrer de 2007   | Mount Lemmon         | Mt. Lemmon Survey    |
| 315095           | 2007 DL99              | 25 de febrer de 2007   | Mount Lemmon         | Mt. Lemmon Survey    |
| 315096           | 2007 DG112             | 27 de febrer de 2007   | Kitt Peak            | Spacewatch           |
| 315097           | 2007 DW116             | 23 de febrer de 2007   | Catalina             | CSS                  |
| 315098           | 2007 EX                | 10 de març de 2007     | Siding Spring        | Siding Spring Survey |
| 315099           | 2007 EK3               | 9 de març de 2007      | Catalina             | CSS                  |
| 315100           | 2007 EA4               | 9 de març de 2007      | Kitt Peak            | Spacewatch           |

## 315101-315200
| Nom                | Designació provisional | Data de descobriment   | Lloc de descobriment | Descobridor/s          |
| ------------------ | ---------------------- | ---------------------- | -------------------- | ---------------------- |
| 315101             | 2007 EU5               | 9 de març de 2007      | Mount Lemmon         | Mt. Lemmon Survey      |
| 315102             | 2007 EO8               | 9 de març de 2007      | Mount Lemmon         | Mt. Lemmon Survey      |
| 315103             | 2007 EX8               | 9 de març de 2007      | Mount Lemmon         | Mt. Lemmon Survey      |
| 315104             | 2007 EP14              | 17 de novembre de 2006 | Kitt Peak            | Spacewatch             |
| 315105             | 2007 ET19              | 10 de març de 2007     | Mount Lemmon         | Mt. Lemmon Survey      |
| 315106             | 2007 EQ21              | 10 de març de 2007     | Palomar              | NEAT                   |
| 315107             | 2007 EX25              | 11 de març de 2007     | Marly                | P. Kocher              |
| 315108             | 2007 EY31              | 10 de març de 2007     | Palomar              | NEAT                   |
| 315109             | 2007 EQ36              | 11 de març de 2007     | Anderson Mesa        | LONEOS                 |
| 315110             | 2007 EL37              | 11 de març de 2007     | Mount Lemmon         | Mt. Lemmon Survey      |
| 315111             | 2007 EU37              | 11 de març de 2007     | Mount Lemmon         | Mt. Lemmon Survey      |
| 315112             | 2007 EB42              | 9 de març de 2007      | Kitt Peak            | Spacewatch             |
| 315113             | 2007 EK48              | 9 de març de 2007      | Kitt Peak            | Spacewatch             |
| 315114             | 2007 ED50              | 10 de març de 2007     | Mount Lemmon         | Mt. Lemmon Survey      |
| 315115             | 2007 EJ51              | 10 de març de 2007     | Palomar              | NEAT                   |
| 315116             | 2007 EX51              | 11 de març de 2007     | Catalina             | CSS                    |
| 315117             | 2007 EL53              | 11 de març de 2007     | Mount Lemmon         | Mt. Lemmon Survey      |
| 315118             | 2007 EU65              | 10 de març de 2007     | Kitt Peak            | Spacewatch             |
| 315119             | 2007 EC69              | 10 de març de 2007     | Kitt Peak            | Spacewatch             |
| 315120             | 2007 EM75              | 10 de març de 2007     | Kitt Peak            | Spacewatch             |
| 315121             | 2007 EW79              | 10 de març de 2007     | Kitt Peak            | Spacewatch             |
| 315122             | 2007 EG81              | 11 de març de 2007     | Mount Lemmon         | Mt. Lemmon Survey      |
| 315123             | 2007 EE82              | 11 de març de 2007     | Anderson Mesa        | LONEOS                 |
| 315124             | 2007 EG82              | 11 de març de 2007     | Anderson Mesa        | LONEOS                 |
| 315125             | 2007 EV84              | 12 de març de 2007     | Catalina             | CSS                    |
| 315126             | 2007 EC85              | 12 de març de 2007     | Catalina             | CSS                    |
| 315127             | 2007 ES87              | 12 de març de 2007     | Catalina             | CSS                    |
| 315128             | 2007 EE91              | 9 de març de 2007      | Kitt Peak            | Spacewatch             |
| 315129             | 2007 ED96              | 10 de març de 2007     | Mount Lemmon         | Mt. Lemmon Survey      |
| 315130             | 2007 EO98              | 26 de febrer de 2007   | Mount Lemmon         | Mt. Lemmon Survey      |
| 315131             | 2007 EH100             | 11 de març de 2007     | Kitt Peak            | Spacewatch             |
| 315132             | 2007 EM100             | 11 de març de 2007     | Catalina             | CSS                    |
| 315133             | 2007 EV103             | 23 de febrer de 2007   | Mount Lemmon         | Mt. Lemmon Survey      |
| 315134             | 2007 EU108             | 11 de març de 2007     | Kitt Peak            | Spacewatch             |
| 315135             | 2007 EJ112             | 11 de març de 2007     | Kitt Peak            | Spacewatch             |
| 315136             | 2007 EK113             | 12 de març de 2007     | Kitt Peak            | Spacewatch             |
| 315137             | 2007 EM113             | 12 de març de 2007     | Kitt Peak            | Spacewatch             |
| 315138             | 2007 EP122             | 24 de novembre de 2006 | Mount Lemmon         | Mt. Lemmon Survey      |
| 315139             | 2007 EM126             | 9 de març de 2007      | Kitt Peak            | Spacewatch             |
| 315140             | 2007 EO129             | 23 de febrer de 2007   | Mount Lemmon         | Mt. Lemmon Survey      |
| 315141             | 2007 EZ144             | 12 de març de 2007     | Mount Lemmon         | Mt. Lemmon Survey      |
| 315142             | 2007 EJ154             | 12 de març de 2007     | Kitt Peak            | Spacewatch             |
| 315143             | 2007 EU160             | 14 de març de 2007     | Catalina             | CSS                    |
| 315144             | 2007 EC161             | 14 de març de 2007     | Catalina             | CSS                    |
| 315145             | 2007 EU169             | 13 de març de 2007     | Kitt Peak            | Spacewatch             |
| 315146             | 2007 EA171             | 15 de març de 2007     | Catalina             | CSS                    |
| 315147             | 2007 EO173             | 14 de març de 2007     | Kitt Peak            | Spacewatch             |
| 315148             | 2007 EJ183             | 12 de març de 2007     | Mount Lemmon         | Mt. Lemmon Survey      |
| 315149             | 2007 EF213             | 15 de març de 2007     | Siding Spring        | Siding Spring Survey   |
| 315150             | 2007 EZ215             | 12 de març de 2007     | Catalina             | CSS                    |
| 315151             | 2007 EH219             | 14 de març de 2007     | Mount Lemmon         | Mt. Lemmon Survey      |
| 315152             | 2007 ET222             | 10 de març de 2007     | Catalina             | CSS                    |
| 315153             | 2007 ED223             | 12 de març de 2007     | Catalina             | CSS                    |
| 315154             | 2007 FC2               | 16 de març de 2007     | Catalina             | CSS                    |
| 315155             | 2007 FC12              | 17 de març de 2007     | Socorro              | LINEAR                 |
| 315156             | 2007 FL12              | 17 de març de 2007     | Socorro              | LINEAR                 |
| 315157             | 2007 FQ13              | 19 de març de 2007     | Mount Lemmon         | Mt. Lemmon Survey      |
| 315158             | 2007 FS18              | 20 de març de 2007     | Mount Lemmon         | Mt. Lemmon Survey      |
| 315159             | 2007 FX22              | 26 de febrer de 2007   | Mount Lemmon         | Mt. Lemmon Survey      |
| 315160             | 2007 FE23              | 20 de març de 2007     | Kitt Peak            | Spacewatch             |
| 315161             | 2007 FL23              | 20 de març de 2007     | Kitt Peak            | Spacewatch             |
| 315162             | 2007 FL24              | 12 de novembre de 1999 | Socorro              | LINEAR                 |
| 315163             | 2007 FR30              | 20 de març de 2007     | Mount Lemmon         | Mt. Lemmon Survey      |
| 315164             | 2007 FB32              | 20 de març de 2007     | Kitt Peak            | Spacewatch             |
| 315165             | 2007 FZ36              | 26 de març de 2007     | Kitt Peak            | Spacewatch             |
| 315166 Pawelmaksym | 2007 GA4               | 6 d'abril de 2007      | Charleston           | Charleston             |
| 315167             | 2007 GE4               | 11 d'abril de 2007     | Catalina             | CSS                    |
| 315168             | 2007 GE21              | 11 d'abril de 2007     | Mount Lemmon         | Mt. Lemmon Survey      |
| 315169             | 2007 GH33              | 11 d'abril de 2007     | Catalina             | CSS                    |
| 315170             | 2007 GW37              | 14 d'abril de 2007     | Kitt Peak            | Spacewatch             |
| 315171             | 2007 GB69              | 15 d'abril de 2007     | Mount Lemmon         | Mt. Lemmon Survey      |
| 315172             | 2007 GY74              | 3 de gener de 2006     | Socorro              | LINEAR                 |
| 315173             | 2007 HS4               | 18 d'abril de 2007     | Socorro              | LINEAR                 |
| 315174 Sellek      | 2007 HG5               | 20 de març de 2007     | Catalina             | CSS                    |
| 315175             | 2007 HW14              | 20 d'abril de 2007     | Wildberg             | R. Apitzsch            |
| 315176             | 2007 HX41              | 22 d'abril de 2007     | Mount Lemmon         | Mt. Lemmon Survey      |
| 315177             | 2007 HB47              | 20 d'abril de 2007     | Mount Lemmon         | Mt. Lemmon Survey      |
| 315178             | 2007 HF64              | 22 d'abril de 2007     | Mount Lemmon         | Mt. Lemmon Survey      |
| 315179             | 2007 HG78              | 23 d'abril de 2007     | Catalina             | CSS                    |
| 315180             | 2007 HO80              | 25 d'abril de 2007     | Mount Lemmon         | Mt. Lemmon Survey      |
| 315181             | 2007 HA90              | 20 de març de 2007     | Anderson Mesa        | LONEOS                 |
| 315182             | 2007 JP36              | 9 de maig de 2007      | Mount Lemmon         | Mt. Lemmon Survey      |
| 315183             | 2007 JK42              | 10 de maig de 2007     | Catalina             | CSS                    |
| 315184             | 2007 JM42              | 11 de maig de 2007     | Catalina             | CSS                    |
| 315185             | 2007 KD1               | 16 de maig de 2007     | Mount Lemmon         | Mt. Lemmon Survey      |
| 315186 Schade      | 2007 LD30              | 11 de juny de 2007     | Mauna Kea            | D. D. Balam            |
| 315187             | 2007 OS1               | 19 de juliol de 2007   | La Sagra             | La Sagra               |
| 315188             | 2007 PZ13              | 8 d'agost de 2007      | Socorro              | LINEAR                 |
| 315189             | 2007 PQ20              | 9 d'agost de 2007      | Socorro              | LINEAR                 |
| 315190             | 2007 PE22              | 10 d'agost de 2007     | Kitt Peak            | Spacewatch             |
| 315191             | 2007 PH22              | 10 d'agost de 2007     | Kitt Peak            | Spacewatch             |
| 315192             | 2007 PG27              | 10 d'agost de 2007     | Tiki                 | S. F. Hoenig, N. Teamo |
| 315193             | 2007 PZ36              | 13 d'agost de 2007     | Socorro              | LINEAR                 |
| 315194             | 2007 PO37              | 13 d'agost de 2007     | Socorro              | LINEAR                 |
| 315195             | 2007 PM40              | 13 d'agost de 2007     | Socorro              | LINEAR                 |
| 315196             | 2007 PG43              | 9 d'agost de 2007      | Socorro              | LINEAR                 |
| 315197             | 2007 PF45              | 10 d'agost de 2007     | Kitt Peak            | Spacewatch             |
| 315198             | 2007 PB49              | 12 d'agost de 2007     | Purple Mountain      | PMO NEO Survey Program |
| 315199             | 2007 QD                | 16 d'agost de 2007     | San Marcello         | San Marcello           |
| 315200             | 2007 QQ9               | 22 d'agost de 2007     | Socorro              | LINEAR                 |

## 315201-315300
| Nom    | Designació provisional | Data de descobriment   | Lloc de descobriment | Descobridor/s          |
| ------ | ---------------------- | ---------------------- | -------------------- | ---------------------- |
| 315201 | 2007 QX9               | 22 d'agost de 2007     | Socorro              | LINEAR                 |
| 315202 | 2007 QN12              | 23 d'agost de 2007     | Siding Spring        | Siding Spring Survey   |
| 315203 | 2007 QK15              | 24 d'agost de 2007     | Kitt Peak            | Spacewatch             |
| 315204 | 2007 QM15              | 24 d'agost de 2007     | Kitt Peak            | Spacewatch             |
| 315205 | 2007 QO15              | 24 d'agost de 2007     | Kitt Peak            | Spacewatch             |
| 315206 | 2007 RQ1               | 4 de setembre de 2007  | Mayhill              | A. Lowe                |
| 315207 | 2007 RP10              | 3 de setembre de 2007  | Catalina             | CSS                    |
| 315208 | 2007 RS22              | 3 de setembre de 2007  | Catalina             | CSS                    |
| 315209 | 2007 RC37              | 8 de setembre de 2007  | Mount Lemmon         | Mt. Lemmon Survey      |
| 315210 | 2007 RO48              | 9 de setembre de 2007  | Mount Lemmon         | Mt. Lemmon Survey      |
| 315211 | 2007 RX52              | 9 de setembre de 2007  | Kitt Peak            | Spacewatch             |
| 315212 | 2007 RJ60              | 10 de setembre de 2007 | Catalina             | CSS                    |
| 315213 | 2007 RL87              | 10 de setembre de 2007 | Mount Lemmon         | Mt. Lemmon Survey      |
| 315214 | 2007 RV95              | 10 de setembre de 2007 | Kitt Peak            | Spacewatch             |
| 315215 | 2007 RL97              | 10 de setembre de 2007 | Kitt Peak            | Spacewatch             |
| 315216 | 2007 RM105             | 11 de setembre de 2007 | Catalina             | CSS                    |
| 315217 | 2007 RJ108             | 11 de setembre de 2007 | Kitt Peak            | Spacewatch             |
| 315218 | 2007 RR133             | 13 de setembre de 2007 | Saint-Sulpice        | B. Christophe          |
| 315219 | 2007 RX137             | 14 de setembre de 2007 | Anderson Mesa        | LONEOS                 |
| 315220 | 2007 RK140             | 13 de setembre de 2007 | Socorro              | LINEAR                 |
| 315221 | 2007 RS148             | 12 de setembre de 2007 | Catalina             | CSS                    |
| 315222 | 2007 RA149             | 12 de setembre de 2007 | Catalina             | CSS                    |
| 315223 | 2007 RP154             | 10 de setembre de 2007 | Catalina             | CSS                    |
| 315224 | 2007 RR154             | 10 de setembre de 2007 | Mount Lemmon         | Mt. Lemmon Survey      |
| 315225 | 2007 RO155             | 10 de setembre de 2007 | Mount Lemmon         | Mt. Lemmon Survey      |
| 315226 | 2007 RN175             | 10 de setembre de 2007 | Kitt Peak            | Spacewatch             |
| 315227 | 2007 RB179             | 10 de setembre de 2007 | Mount Lemmon         | Mt. Lemmon Survey      |
| 315228 | 2007 RC192             | 11 de setembre de 2007 | Kitt Peak            | Spacewatch             |
| 315229 | 2007 RW206             | 10 de setembre de 2007 | Kitt Peak            | Spacewatch             |
| 315230 | 2007 RA213             | 12 de setembre de 2007 | Anderson Mesa        | LONEOS                 |
| 315231 | 2007 RX227             | 10 de setembre de 2007 | Mount Lemmon         | Mt. Lemmon Survey      |
| 315232 | 2007 RY227             | 10 de setembre de 2007 | Mount Lemmon         | Mt. Lemmon Survey      |
| 315233 | 2007 RG247             | 12 de setembre de 2007 | Catalina             | CSS                    |
| 315234 | 2007 RP260             | 14 de setembre de 2007 | Mount Lemmon         | Mt. Lemmon Survey      |
| 315235 | 2007 RH261             | 14 de setembre de 2007 | Kitt Peak            | Spacewatch             |
| 315236 | 2007 RX269             | 15 de setembre de 2007 | Kitt Peak            | Spacewatch             |
| 315237 | 2007 RW272             | 15 de setembre de 2007 | Kitt Peak            | Spacewatch             |
| 315238 | 2007 RK275             | 14 d'agost de 2007     | Siding Spring        | Siding Spring Survey   |
| 315239 | 2007 RB280             | 10 de setembre de 2007 | Catalina             | CSS                    |
| 315240 | 2007 RP284             | 11 de setembre de 2007 | Purple Mountain      | PMO NEO Survey Program |
| 315241 | 2007 RN290             | 10 de setembre de 2007 | Mount Lemmon         | Mt. Lemmon Survey      |
| 315242 | 2007 RB291             | 14 de setembre de 2007 | Mount Lemmon         | Mt. Lemmon Survey      |
| 315243 | 2007 RE296             | 14 de setembre de 2007 | Mount Lemmon         | Mt. Lemmon Survey      |
| 315244 | 2007 RT296             | 14 de setembre de 2007 | Mount Lemmon         | Mt. Lemmon Survey      |
| 315245 | 2007 RY298             | 12 de setembre de 2007 | Catalina             | CSS                    |
| 315246 | 2007 RP300             | 15 de setembre de 2007 | Lulin                | LUSS                   |
| 315247 | 2007 RO311             | 12 de setembre de 2007 | Catalina             | CSS                    |
| 315248 | 2007 RX320             | 10 de setembre de 2007 | Kitt Peak            | Spacewatch             |
| 315249 | 2007 SS3               | 16 de setembre de 2007 | Socorro              | LINEAR                 |
| 315250 | 2007 SR5               | 19 de setembre de 2007 | Socorro              | LINEAR                 |
| 315251 | 2007 SJ11              | 16 de setembre de 2007 | Taunus               | E. Schwab, R. Kling    |
| 315252 | 2007 TW7               | 7 d'octubre de 2007    | Calvin-Rehoboth      | L. A. Molnar           |
| 315253 | 2007 TY8               | 6 d'octubre de 2007    | Bergisch Gladbac     | W. Bickel              |
| 315254 | 2007 TK10              | 6 d'octubre de 2007    | Socorro              | LINEAR                 |
| 315255 | 2007 TP10              | 6 d'octubre de 2007    | Socorro              | LINEAR                 |
| 315256 | 2007 TK12              | 6 d'octubre de 2007    | Socorro              | LINEAR                 |
| 315257 | 2007 TO14              | 7 d'octubre de 2007    | Altschwendt          | W. Ries                |
| 315258 | 2007 TK18              | 8 d'octubre de 2007    | Goodricke-Pigott     | R. A. Tucker           |
| 315259 | 2007 TO18              | 8 d'octubre de 2007    | Goodricke-Pigott     | R. A. Tucker           |
| 315260 | 2007 TN27              | 4 d'octubre de 2007    | Kitt Peak            | Spacewatch             |
| 315261 | 2007 TM40              | 6 d'octubre de 2007    | Kitt Peak            | Spacewatch             |
| 315262 | 2007 TE41              | 6 d'octubre de 2007    | Kitt Peak            | Spacewatch             |
| 315263 | 2007 TA46              | 7 d'octubre de 2007    | Catalina             | CSS                    |
| 315264 | 2007 TQ46              | 4 d'octubre de 2007    | Kitt Peak            | Spacewatch             |
| 315265 | 2007 TL48              | 4 d'octubre de 2007    | Kitt Peak            | Spacewatch             |
| 315266 | 2007 TX57              | 4 d'octubre de 2007    | Kitt Peak            | Spacewatch             |
| 315267 | 2007 TJ61              | 7 d'octubre de 2007    | Mount Lemmon         | Mt. Lemmon Survey      |
| 315268 | 2007 TR64              | 7 d'octubre de 2007    | Mount Lemmon         | Mt. Lemmon Survey      |
| 315269 | 2007 TM66              | 10 d'octubre de 2007   | Cordell-Lorenz       | D. T. Durig            |
| 315270 | 2007 TP69              | 14 d'octubre de 2007   | Mayhill              | A. Lowe                |
| 315271 | 2007 TA76              | 4 d'octubre de 2007    | Kitt Peak            | Spacewatch             |
| 315272 | 2007 TQ81              | 7 d'octubre de 2007    | Catalina             | CSS                    |
| 315273 | 2007 TO87              | 8 d'octubre de 2007    | Mount Lemmon         | Mt. Lemmon Survey      |
| 315274 | 2007 TX87              | 8 d'octubre de 2007    | Mount Lemmon         | Mt. Lemmon Survey      |
| 315275 | 2007 TJ90              | 8 d'octubre de 2007    | Mount Lemmon         | Mt. Lemmon Survey      |
| 315276 | 2007 TK91              | 1 d'octubre de 2007    | Andrushivka          | Andrushivka            |
| 315277 | 2007 TT105             | 15 d'octubre de 2007   | Taunus               | S. Karge, R. Kling     |
| 315278 | 2007 TS107             | 4 d'octubre de 2007    | Catalina             | CSS                    |
| 315279 | 2007 TP108             | 7 d'octubre de 2007    | Catalina             | CSS                    |
| 315280 | 2007 TD109             | 7 d'octubre de 2007    | Catalina             | CSS                    |
| 315281 | 2007 TG112             | 8 d'octubre de 2007    | Catalina             | CSS                    |
| 315282 | 2007 TG114             | 8 d'octubre de 2007    | Catalina             | CSS                    |
| 315283 | 2007 TM119             | 9 d'octubre de 2007    | Kitt Peak            | Spacewatch             |
| 315284 | 2007 TW124             | 6 d'octubre de 2007    | Kitt Peak            | Spacewatch             |
| 315285 | 2007 TG125             | 6 d'octubre de 2007    | Kitt Peak            | Spacewatch             |
| 315286 | 2007 TM125             | 6 d'octubre de 2007    | Kitt Peak            | Spacewatch             |
| 315287 | 2007 TK128             | 6 d'octubre de 2007    | Kitt Peak            | Spacewatch             |
| 315288 | 2007 TL129             | 6 d'octubre de 2007    | Kitt Peak            | Spacewatch             |
| 315289 | 2007 TH133             | 7 d'octubre de 2007    | Mount Lemmon         | Mt. Lemmon Survey      |
| 315290 | 2007 TN145             | 6 d'octubre de 2007    | Socorro              | LINEAR                 |
| 315291 | 2007 TJ147             | 7 d'octubre de 2007    | Socorro              | LINEAR                 |
| 315292 | 2007 TM148             | 7 d'octubre de 2007    | Socorro              | LINEAR                 |
| 315293 | 2007 TO155             | 9 d'octubre de 2007    | Socorro              | LINEAR                 |
| 315294 | 2007 TK156             | 9 d'octubre de 2007    | Socorro              | LINEAR                 |
| 315295 | 2007 TB157             | 9 d'octubre de 2007    | Socorro              | LINEAR                 |
| 315296 | 2007 TF157             | 9 d'octubre de 2007    | Socorro              | LINEAR                 |
| 315297 | 2007 TB158             | 9 d'octubre de 2007    | Socorro              | LINEAR                 |
| 315298 | 2007 TH160             | 9 d'octubre de 2007    | Socorro              | LINEAR                 |
| 315299 | 2007 TF163             | 11 d'octubre de 2007   | Socorro              | LINEAR                 |
| 315300 | 2007 TQ169             | 12 d'octubre de 2007   | Socorro              | LINEAR                 |

## 315301-315400
| Nom    | Designació provisional | Data de descobriment  | Lloc de descobriment | Descobridor/s          |
| ------ | ---------------------- | --------------------- | -------------------- | ---------------------- |
| 315301 | 2007 TA174             | 4 d'octubre de 2007   | Catalina             | CSS                    |
| 315302 | 2007 TV177             | 6 d'octubre de 2007   | Kitt Peak            | Spacewatch             |
| 315303 | 2007 TM187             | 13 d'octubre de 2007  | Socorro              | LINEAR                 |
| 315304 | 2007 TS199             | 8 d'octubre de 2007   | Kitt Peak            | Spacewatch             |
| 315305 | 2007 TO204             | 8 d'octubre de 2007   | Mount Lemmon         | Mt. Lemmon Survey      |
| 315306 | 2007 TN212             | 7 d'octubre de 2007   | Kitt Peak            | Spacewatch             |
| 315307 | 2007 TE216             | 7 d'octubre de 2007   | Kitt Peak            | Spacewatch             |
| 315308 | 2007 TO216             | 7 d'octubre de 2007   | Kitt Peak            | Spacewatch             |
| 315309 | 2007 TF233             | 8 d'octubre de 2007   | Kitt Peak            | Spacewatch             |
| 315310 | 2007 TE234             | 8 d'octubre de 2007   | Kitt Peak            | Spacewatch             |
| 315311 | 2007 TX236             | 9 d'octubre de 2007   | Mount Lemmon         | Mt. Lemmon Survey      |
| 315312 | 2007 TU244             | 8 d'octubre de 2007   | Catalina             | CSS                    |
| 315313 | 2007 TL257             | 10 d'octubre de 2007  | Kitt Peak            | Spacewatch             |
| 315314 | 2007 TC273             | 9 d'octubre de 2007   | Kitt Peak            | Spacewatch             |
| 315315 | 2007 TS290             | 12 d'octubre de 2007  | Mount Lemmon         | Mt. Lemmon Survey      |
| 315316 | 2007 TJ296             | 10 d'octubre de 2007  | Mount Lemmon         | Mt. Lemmon Survey      |
| 315317 | 2007 TQ299             | 12 d'octubre de 2007  | Kitt Peak            | Spacewatch             |
| 315318 | 2007 TU309             | 10 d'octubre de 2007  | Mount Lemmon         | Mt. Lemmon Survey      |
| 315319 | 2007 TH317             | 12 d'octubre de 2007  | Kitt Peak            | Spacewatch             |
| 315320 | 2007 TY332             | 11 d'octubre de 2007  | Kitt Peak            | Spacewatch             |
| 315321 | 2007 TW333             | 11 d'octubre de 2007  | Kitt Peak            | Spacewatch             |
| 315322 | 2007 TB347             | 13 d'octubre de 2007  | Mount Lemmon         | Mt. Lemmon Survey      |
| 315323 | 2007 TD353             | 8 d'octubre de 2007   | Mount Lemmon         | Mt. Lemmon Survey      |
| 315324 | 2007 TP354             | 10 d'octubre de 2007  | Catalina             | CSS                    |
| 315325 | 2007 TP367             | 10 d'octubre de 2007  | Anderson Mesa        | LONEOS                 |
| 315326 | 2007 TJ368             | 10 d'octubre de 2007  | Mount Lemmon         | Mt. Lemmon Survey      |
| 315327 | 2007 TK373             | 14 d'octubre de 2007  | Kitt Peak            | Spacewatch             |
| 315328 | 2007 TQ379             | 13 d'octubre de 2007  | Mount Lemmon         | Mt. Lemmon Survey      |
| 315329 | 2007 TQ380             | 14 d'octubre de 2007  | Kitt Peak            | Spacewatch             |
| 315330 | 2007 TC381             | 14 d'octubre de 2007  | Kitt Peak            | Spacewatch             |
| 315331 | 2007 TD392             | 15 d'octubre de 2007  | Catalina             | CSS                    |
| 315332 | 2007 TW392             | 15 d'octubre de 2007  | Kitt Peak            | Spacewatch             |
| 315333 | 2007 TK393             | 13 d'octubre de 2007  | Catalina             | CSS                    |
| 315334 | 2007 TC411             | 13 d'octubre de 2007  | Catalina             | CSS                    |
| 315335 | 2007 TH411             | 13 d'octubre de 2007  | Catalina             | CSS                    |
| 315336 | 2007 TM418             | 4 d'octubre de 2007   | Kitt Peak            | Spacewatch             |
| 315337 | 2007 TH419             | 11 d'octubre de 2007  | Kitt Peak            | Spacewatch             |
| 315338 | 2007 TO419             | 15 d'octubre de 2007  | Kitt Peak            | Spacewatch             |
| 315339 | 2007 TQ441             | 15 de febrer de 2002  | Haleakala            | NEAT                   |
| 315340 | 2007 TP445             | 6 d'octubre de 2007   | Kitt Peak            | Spacewatch             |
| 315341 | 2007 TU445             | 7 d'octubre de 2007   | Kitt Peak            | Spacewatch             |
| 315342 | 2007 TF451             | 15 d'octubre de 2007  | Mount Lemmon         | Mt. Lemmon Survey      |
| 315343 | 2007 UW2               | 16 d'octubre de 2007  | 7300                 | W. K. Y. Yeung         |
| 315344 | 2007 UO4               | 16 d'octubre de 2007  | Bisei SG Center      | BATTeRS                |
| 315345 | 2007 UE10              | 17 d'octubre de 2007  | Anderson Mesa        | LONEOS                 |
| 315346 | 2007 UT10              | 18 d'octubre de 2007  | Anderson Mesa        | LONEOS                 |
| 315347 | 2007 UA11              | 19 d'octubre de 2007  | Anderson Mesa        | LONEOS                 |
| 315348 | 2007 UB11              | 19 d'octubre de 2007  | Anderson Mesa        | LONEOS                 |
| 315349 | 2007 UO11              | 19 d'octubre de 2007  | Socorro              | LINEAR                 |
| 315350 | 2007 UN13              | 16 d'octubre de 2007  | Kitt Peak            | Spacewatch             |
| 315351 | 2007 UX14              | 17 d'octubre de 2007  | Catalina             | CSS                    |
| 315352 | 2007 UY28              | 18 d'octubre de 2007  | Kitt Peak            | Spacewatch             |
| 315353 | 2007 UL44              | 18 d'octubre de 2007  | Mount Lemmon         | Mt. Lemmon Survey      |
| 315354 | 2007 UP45              | 19 d'octubre de 2007  | Kitt Peak            | Spacewatch             |
| 315355 | 2007 UG46              | 20 d'octubre de 2007  | Catalina             | CSS                    |
| 315356 | 2007 UV54              | 30 d'octubre de 2007  | Kitt Peak            | Spacewatch             |
| 315357 | 2007 UR57              | 30 d'octubre de 2007  | Mount Lemmon         | Mt. Lemmon Survey      |
| 315358 | 2007 UG58              | 30 d'octubre de 2007  | Mount Lemmon         | Mt. Lemmon Survey      |
| 315359 | 2007 UC65              | 30 d'octubre de 2007  | Mount Lemmon         | Mt. Lemmon Survey      |
| 315360 | 2007 UY71              | 31 d'octubre de 2007  | Kitt Peak            | Spacewatch             |
| 315361 | 2007 UY78              | 30 d'octubre de 2007  | Mount Lemmon         | Mt. Lemmon Survey      |
| 315362 | 2007 UQ101             | 30 d'octubre de 2007  | Kitt Peak            | Spacewatch             |
| 315363 | 2007 UZ127             | 20 d'octubre de 2007  | Mount Lemmon         | Mt. Lemmon Survey      |
| 315364 | 2007 UC142             | 26 d'octubre de 2007  | Mount Lemmon         | Mt. Lemmon Survey      |
| 315365 | 2007 VB                | 1 de novembre de 2007 | Mayhill              | A. Lowe                |
| 315366 | 2007 VU1               | 1 de novembre de 2007 | Socorro              | LINEAR                 |
| 315367 | 2007 VV1               | 1 de novembre de 2007 | Socorro              | LINEAR                 |
| 315368 | 2007 VX2               | 2 de novembre de 2007 | Mount Lemmon         | Mt. Lemmon Survey      |
| 315369 | 2007 VG6               | 3 de novembre de 2007 | Mount Lemmon         | Mt. Lemmon Survey      |
| 315370 | 2007 VT9               | 3 de novembre de 2007 | 7300                 | W. K. Y. Yeung         |
| 315371 | 2007 VJ18              | 1 de novembre de 2007 | Mount Lemmon         | Mt. Lemmon Survey      |
| 315372 | 2007 VQ26              | 2 de novembre de 2007 | Mount Lemmon         | Mt. Lemmon Survey      |
| 315373 | 2007 VS38              | 2 de novembre de 2007 | Catalina             | CSS                    |
| 315374 | 2007 VN39              | 3 de novembre de 2007 | Kitt Peak            | Spacewatch             |
| 315375 | 2007 VV42              | 3 de novembre de 2007 | Mount Lemmon         | Mt. Lemmon Survey      |
| 315376 | 2007 VM49              | 1 de novembre de 2007 | Kitt Peak            | Spacewatch             |
| 315377 | 2007 VO50              | 1 de novembre de 2007 | Kitt Peak            | Spacewatch             |
| 315378 | 2007 VC54              | 1 de novembre de 2007 | Kitt Peak            | Spacewatch             |
| 315379 | 2007 VU54              | 1 de novembre de 2007 | Kitt Peak            | Spacewatch             |
| 315380 | 2007 VE55              | 1 de novembre de 2007 | Kitt Peak            | Spacewatch             |
| 315381 | 2007 VN63              | 1 de novembre de 2007 | Kitt Peak            | Spacewatch             |
| 315382 | 2007 VQ64              | 1 de novembre de 2007 | Kitt Peak            | Spacewatch             |
| 315383 | 2007 VX66              | 2 de novembre de 2007 | Kitt Peak            | Spacewatch             |
| 315384 | 2007 VP72              | 1 de novembre de 2007 | Kitt Peak            | Spacewatch             |
| 315385 | 2007 VM83              | 4 de novembre de 2007 | Mount Lemmon         | Mt. Lemmon Survey      |
| 315386 | 2007 VY86              | 2 de novembre de 2007 | Socorro              | LINEAR                 |
| 315387 | 2007 VG89              | 4 de novembre de 2007 | Socorro              | LINEAR                 |
| 315388 | 2007 VP91              | 7 de novembre de 2007 | Bisei SG Center      | BATTeRS                |
| 315389 | 2007 VT97              | 17 de gener de 2005   | Kitt Peak            | Spacewatch             |
| 315390 | 2007 VH105             | 3 de novembre de 2007 | Kitt Peak            | Spacewatch             |
| 315391 | 2007 VX107             | 3 de novembre de 2007 | Kitt Peak            | Spacewatch             |
| 315392 | 2007 VN111             | 3 de novembre de 2007 | Kitt Peak            | Spacewatch             |
| 315393 | 2007 VH114             | 3 de novembre de 2007 | Kitt Peak            | Spacewatch             |
| 315394 | 2007 VY118             | 4 de novembre de 2007 | Kitt Peak            | Spacewatch             |
| 315395 | 2007 VU121             | 5 de novembre de 2007 | Kitt Peak            | Spacewatch             |
| 315396 | 2007 VJ125             | 5 de novembre de 2007 | Purple Mountain      | PMO NEO Survey Program |
| 315397 | 2007 VS135             | 3 de novembre de 2007 | Mount Lemmon         | Mt. Lemmon Survey      |
| 315398 | 2007 VR138             | 2 de novembre de 2007 | Kitt Peak            | Spacewatch             |
| 315399 | 2007 VE141             | 4 de novembre de 2007 | Mount Lemmon         | Mt. Lemmon Survey      |
| 315400 | 2007 VE143             | 4 de novembre de 2007 | Kitt Peak            | Spacewatch             |

## 315401-315500
| Nom          | Designació provisional | Data de descobriment   | Lloc de descobriment | Descobridor/s          |
| ------------ | ---------------------- | ---------------------- | -------------------- | ---------------------- |
| 315401       | 2007 VU144             | 4 de novembre de 2007  | Kitt Peak            | Spacewatch             |
| 315402       | 2007 VZ153             | 4 de novembre de 2007  | Kitt Peak            | Spacewatch             |
| 315403       | 2007 VM168             | 5 de novembre de 2007  | Kitt Peak            | Spacewatch             |
| 315404       | 2007 VM181             | 7 de novembre de 2007  | Mount Lemmon         | Mt. Lemmon Survey      |
| 315405       | 2007 VZ183             | 12 de novembre de 2007 | Socorro              | LINEAR                 |
| 315406       | 2007 VF185             | 6 de novembre de 2007  | Kitt Peak            | Spacewatch             |
| 315407       | 2007 VE192             | 4 de novembre de 2007  | Mount Lemmon         | Mt. Lemmon Survey      |
| 315408       | 2007 VJ193             | 4 de novembre de 2007  | Mount Lemmon         | Mt. Lemmon Survey      |
| 315409       | 2007 VS194             | 5 de novembre de 2007  | Mount Lemmon         | Mt. Lemmon Survey      |
| 315410       | 2007 VE197             | 7 de novembre de 2007  | Mount Lemmon         | Mt. Lemmon Survey      |
| 315411       | 2007 VJ198             | 8 de novembre de 2007  | Mount Lemmon         | Mt. Lemmon Survey      |
| 315412       | 2007 VQ198             | 8 de novembre de 2007  | Mount Lemmon         | Mt. Lemmon Survey      |
| 315413       | 2007 VE219             | 9 de novembre de 2007  | Kitt Peak            | Spacewatch             |
| 315414       | 2007 VH227             | 12 de novembre de 2007 | Catalina             | CSS                    |
| 315415       | 2007 VC233             | 7 de novembre de 2007  | Kitt Peak            | Spacewatch             |
| 315416       | 2007 VK233             | 8 de novembre de 2007  | Kitt Peak            | Spacewatch             |
| 315417       | 2007 VZ237             | 12 de novembre de 2007 | Catalina             | CSS                    |
| 315418       | 2007 VE241             | 11 de novembre de 2007 | Mount Lemmon         | Mt. Lemmon Survey      |
| 315419       | 2007 VW244             | 14 de novembre de 2007 | Bisei SG Center      | BATTeRS                |
| 315420       | 2007 VU245             | 8 de novembre de 2007  | Catalina             | CSS                    |
| 315421       | 2007 VY247             | 13 de novembre de 2007 | Mount Lemmon         | Mt. Lemmon Survey      |
| 315422       | 2007 VY251             | 12 de novembre de 2007 | Mount Lemmon         | Mt. Lemmon Survey      |
| 315423       | 2007 VQ252             | 12 de novembre de 2007 | Mount Lemmon         | Mt. Lemmon Survey      |
| 315424       | 2007 VU254             | 15 de novembre de 2007 | Anderson Mesa        | LONEOS                 |
| 315425       | 2007 VZ255             | 13 de novembre de 2007 | Kitt Peak            | Spacewatch             |
| 315426       | 2007 VZ259             | 15 de novembre de 2007 | Mount Lemmon         | Mt. Lemmon Survey      |
| 315427       | 2007 VS263             | 13 de novembre de 2007 | Mount Lemmon         | Mt. Lemmon Survey      |
| 315428       | 2007 VJ286             | 14 de novembre de 2007 | Kitt Peak            | Spacewatch             |
| 315429       | 2007 VG291             | 14 de novembre de 2007 | Kitt Peak            | Spacewatch             |
| 315430       | 2007 VQ292             | 14 de novembre de 2007 | Kitt Peak            | Spacewatch             |
| 315431       | 2007 VX292             | 15 de novembre de 2007 | Catalina             | CSS                    |
| 315432       | 2007 VX294             | 14 de novembre de 2007 | Kitt Peak            | Spacewatch             |
| 315433       | 2007 VM295             | 13 de novembre de 2007 | Catalina             | CSS                    |
| 315434       | 2007 VD299             | 11 de novembre de 2007 | Anderson Mesa        | LONEOS                 |
| 315435       | 2007 VQ301             | 11 de novembre de 2007 | Bisei SG Center      | BATTeRS                |
| 315436       | 2007 VA311             | 8 de novembre de 2007  | Mount Lemmon         | Mt. Lemmon Survey      |
| 315437       | 2007 VZ312             | 3 de novembre de 2007  | Kitt Peak            | Spacewatch             |
| 315438       | 2007 VP326             | 4 de novembre de 2007  | Kitt Peak            | Spacewatch             |
| 315439       | 2007 VN335             | 14 de novembre de 2007 | Mount Lemmon         | Mt. Lemmon Survey      |
| 315440       | 2007 WX1               | 17 de novembre de 2007 | Mayhill              | A. Lowe                |
| 315441       | 2007 WD11              | 25 de març de 2006     | Kitt Peak            | Spacewatch             |
| 315442       | 2007 WJ15              | 18 de novembre de 2007 | Mount Lemmon         | Mt. Lemmon Survey      |
| 315443       | 2007 WL24              | 18 de novembre de 2007 | Mount Lemmon         | Mt. Lemmon Survey      |
| 315444       | 2007 WV25              | 18 de novembre de 2007 | Mount Lemmon         | Mt. Lemmon Survey      |
| 315445       | 2007 WM41              | 18 de novembre de 2007 | Mount Lemmon         | Mt. Lemmon Survey      |
| 315446       | 2007 WQ54              | 19 de novembre de 2007 | Mount Lemmon         | Mt. Lemmon Survey      |
| 315447       | 2007 WS59              | 18 de novembre de 2007 | Kitt Peak            | Spacewatch             |
| 315448       | 2007 WZ60              | 18 de novembre de 2007 | Kitt Peak            | Spacewatch             |
| 315449       | 2007 XD3               | 3 de desembre de 2007  | Catalina             | CSS                    |
| 315450       | 2007 XQ5               | 4 de desembre de 2007  | Catalina             | CSS                    |
| 315451       | 2007 XF9               | 4 de desembre de 2007  | Mount Lemmon         | Mt. Lemmon Survey      |
| 315452       | 2007 XJ12              | 4 de desembre de 2007  | Kitt Peak            | Spacewatch             |
| 315453       | 2007 XL13              | 4 de desembre de 2007  | Catalina             | CSS                    |
| 315454       | 2007 XE15              | 5 de desembre de 2007  | Bisei SG Center      | BATTeRS                |
| 315455       | 2007 XY20              | 12 de desembre de 2007 | La Sagra             | La Sagra               |
| 315456       | 2007 XB22              | 10 de desembre de 2007 | Socorro              | LINEAR                 |
| 315457       | 2007 XC28              | 14 de desembre de 2007 | Purple Mountain      | PMO NEO Survey Program |
| 315458       | 2007 XC30              | 15 de desembre de 2007 | Catalina             | CSS                    |
| 315459       | 2007 XM32              | 15 de desembre de 2007 | Catalina             | CSS                    |
| 315460       | 2007 XZ32              | 15 de desembre de 2007 | Kitt Peak            | Spacewatch             |
| 315461       | 2007 XN37              | 13 de desembre de 2007 | Socorro              | LINEAR                 |
| 315462       | 2007 XM42              | 14 de desembre de 2007 | Mount Lemmon         | Mt. Lemmon Survey      |
| 315463       | 2007 XP51              | 4 de desembre de 2007  | Mount Lemmon         | Mt. Lemmon Survey      |
| 315464       | 2007 XA53              | 4 de desembre de 2007  | Mount Lemmon         | Mt. Lemmon Survey      |
| 315465       | 2007 XV53              | 15 de desembre de 2007 | Mount Lemmon         | Mt. Lemmon Survey      |
| 315466       | 2007 XY53              | 14 de desembre de 2007 | Mount Lemmon         | Mt. Lemmon Survey      |
| 315467       | 2007 XW54              | 4 de desembre de 2007  | Mount Lemmon         | Mt. Lemmon Survey      |
| 315468       | 2007 XZ56              | 30 de setembre de 2003 | Kitt Peak            | Spacewatch             |
| 315469       | 2007 XX58              | 14 de desembre de 2007 | Mount Lemmon         | Mt. Lemmon Survey      |
| 315470       | 2007 YR3               | 17 de desembre de 2007 | Mount Lemmon         | Mt. Lemmon Survey      |
| 315471       | 2007 YY7               | 16 de desembre de 2007 | Mount Lemmon         | Mt. Lemmon Survey      |
| 315472       | 2007 YC10              | 16 de desembre de 2007 | Mount Lemmon         | Mt. Lemmon Survey      |
| 315473       | 2007 YQ12              | 17 de desembre de 2007 | Mount Lemmon         | Mt. Lemmon Survey      |
| 315474       | 2007 YR15              | 16 de desembre de 2007 | Kitt Peak            | Spacewatch             |
| 315475       | 2007 YG16              | 16 de desembre de 2007 | Kitt Peak            | Spacewatch             |
| 315476       | 2007 YC21              | 16 de desembre de 2007 | Kitt Peak            | Spacewatch             |
| 315477       | 2007 YP33              | 11 de març de 2005     | Kitt Peak            | Spacewatch             |
| 315478       | 2007 YH34              | 28 de desembre de 2007 | Kitt Peak            | Spacewatch             |
| 315479       | 2007 YQ38              | 30 de desembre de 2007 | Mount Lemmon         | Mt. Lemmon Survey      |
| 315480       | 2007 YK50              | 28 de desembre de 2007 | Kitt Peak            | Spacewatch             |
| 315481       | 2007 YP58              | 30 de desembre de 2007 | Kitt Peak            | Spacewatch             |
| 315482       | 2007 YL63              | 31 de desembre de 2007 | Kitt Peak            | Spacewatch             |
| 315483       | 2007 YV63              | 31 de desembre de 2007 | Kitt Peak            | Spacewatch             |
| 315484       | 2007 YD66              | 30 de desembre de 2007 | Mount Lemmon         | Mt. Lemmon Survey      |
| 315485       | 2007 YS67              | 17 de desembre de 2007 | Mount Lemmon         | Mt. Lemmon Survey      |
| 315486       | 2007 YK71              | 16 de desembre de 2007 | Socorro              | LINEAR                 |
| 315487       | 2007 YS71              | 18 de desembre de 2007 | Socorro              | LINEAR                 |
| 315488       | 2007 YZ71              | 18 de desembre de 2007 | Kitt Peak            | Spacewatch             |
| 315489       | 2007 YF72              | 18 de desembre de 2007 | Mount Lemmon         | Mt. Lemmon Survey      |
| 315490       | 2008 AF                | 1 de gener de 2008     | Bisei SG Center      | BATTeRS                |
| 315491       | 2008 AL                | 1 de gener de 2008     | Kitt Peak            | Spacewatch             |
| 315492       | 2008 AV                | 4 de gener de 2008     | Andrushivka          | Andrushivka            |
| 315493 Zimin | 2008 AE2               | 6 de gener de 2008     | Zelenchukskaya S     | Zelenchukskaya Stn     |
| 315494       | 2008 AQ2               | 7 de gener de 2008     | La Sagra             | La Sagra               |
| 315495       | 2008 AQ3               | 10 de gener de 2008    | Badlands             | F. Tozzi               |
| 315496       | 2008 AW3               | 6 de gener de 2008     | La Sagra             | La Sagra               |
| 315497       | 2008 AN4               | 9 de gener de 2008     | Lulin                | LUSS                   |
| 315498       | 2008 AO14              | 10 de gener de 2008    | Kitt Peak            | Spacewatch             |
| 315499       | 2008 AX14              | 10 de gener de 2008    | Kitt Peak            | Spacewatch             |
| 315500       | 2008 AD16              | 23 d'octubre de 2006   | Catalina             | CSS                    |

## 315501-315600
| Nom    | Designació provisional | Data de descobriment   | Lloc de descobriment | Descobridor/s              |
| ------ | ---------------------- | ---------------------- | -------------------- | -------------------------- |
| 315501 | 2008 AM20              | 10 de gener de 2008    | Mount Lemmon         | Mt. Lemmon Survey          |
| 315502 | 2008 AC23              | 10 de gener de 2008    | Mount Lemmon         | Mt. Lemmon Survey          |
| 315503 | 2008 AV25              | 10 de gener de 2008    | Mount Lemmon         | Mt. Lemmon Survey          |
| 315504 | 2008 AJ28              | 10 de gener de 2008    | Mount Lemmon         | Mt. Lemmon Survey          |
| 315505 | 2008 AM28              | 10 de gener de 2008    | Mount Lemmon         | Mt. Lemmon Survey          |
| 315506 | 2008 AH29              | 10 de gener de 2008    | Goodricke-Pigott     | R. A. Tucker               |
| 315507 | 2008 AE30              | 11 de gener de 2008    | Desert Eagle         | W. K. Y. Yeung             |
| 315508 | 2008 AB31              | 12 de gener de 2008    | Mount Lemmon         | Mt. Lemmon Survey          |
| 315509 | 2008 AS34              | 10 de gener de 2008    | Kitt Peak            | Spacewatch                 |
| 315510 | 2008 AB44              | 10 de gener de 2008    | Kitt Peak            | Spacewatch                 |
| 315511 | 2008 AY47              | 11 de gener de 2008    | Kitt Peak            | Spacewatch                 |
| 315512 | 2008 AR54              | 11 de gener de 2008    | Kitt Peak            | Spacewatch                 |
| 315513 | 2008 AS57              | 11 de gener de 2008    | Kitt Peak            | Spacewatch                 |
| 315514 | 2008 AW60              | 11 de gener de 2008    | Kitt Peak            | Spacewatch                 |
| 315515 | 2008 AH67              | 11 de gener de 2008    | Kitt Peak            | Spacewatch                 |
| 315516 | 2008 AE68              | 11 de gener de 2008    | Kitt Peak            | Spacewatch                 |
| 315517 | 2008 AW68              | 11 de gener de 2008    | Mount Lemmon         | Mt. Lemmon Survey          |
| 315518 | 2008 AC69              | 11 de gener de 2008    | Kitt Peak            | Spacewatch                 |
| 315519 | 2008 AA71              | 12 de gener de 2008    | Kitt Peak            | Spacewatch                 |
| 315520 | 2008 AH71              | 12 de gener de 2008    | Kitt Peak            | Spacewatch                 |
| 315521 | 2008 AX72              | 10 de gener de 2008    | Kitt Peak            | Spacewatch                 |
| 315522 | 2008 AN81              | 21 d'octubre de 2006   | Kitt Peak            | Spacewatch                 |
| 315523 | 2008 AZ88              | 13 de gener de 2008    | Kitt Peak            | Spacewatch                 |
| 315524 | 2008 AT99              | 14 de gener de 2008    | Kitt Peak            | Spacewatch                 |
| 315525 | 2008 AL105             | 15 de gener de 2008    | Mount Lemmon         | Mt. Lemmon Survey          |
| 315526 | 2008 AB108             | 15 de gener de 2008    | Kitt Peak            | Spacewatch                 |
| 315527 | 2008 AO114             | 1 de gener de 2008     | Kitt Peak            | Spacewatch                 |
| 315528 | 2008 AA118             | 11 de gener de 2008    | Mount Lemmon         | Mt. Lemmon Survey          |
| 315529 | 2008 AN120             | 6 de gener de 2008     | Mauna Kea            | P. A. Wiegert              |
| 315530 | 2008 AP129             | 11 de gener de 2008    | Palomar              | M. E. Schwamb, M. E. Brown |
| 315531 | 2008 AR129             | 11 de gener de 2008    | Mount Lemmon         | Mt. Lemmon Survey          |
| 315532 | 2008 AB135             | 10 de gener de 2008    | Kitt Peak            | Spacewatch                 |
| 315533 | 2008 AV137             | 11 de gener de 2008    | Socorro              | LINEAR                     |
| 315534 | 2008 BH5               | 16 de gener de 2008    | Kitt Peak            | Spacewatch                 |
| 315535 | 2008 BS9               | 16 de gener de 2008    | Kitt Peak            | Spacewatch                 |
| 315536 | 2008 BS12              | 18 de desembre de 2007 | Mount Lemmon         | Mt. Lemmon Survey          |
| 315537 | 2008 BY15              | 28 de gener de 2008    | Lulin                | LUSS                       |
| 315538 | 2008 BA17              | 27 de gener de 2008    | Marly                | P. Kocher                  |
| 315539 | 2008 BE23              | 31 de gener de 2008    | Mount Lemmon         | Mt. Lemmon Survey          |
| 315540 | 2008 BT34              | 30 de gener de 2008    | Mount Lemmon         | Mt. Lemmon Survey          |
| 315541 | 2008 BU38              | 31 de gener de 2008    | Mount Lemmon         | Mt. Lemmon Survey          |
| 315542 | 2008 BW38              | 31 de gener de 2008    | Mount Lemmon         | Mt. Lemmon Survey          |
| 315543 | 2008 BR40              | 31 de gener de 2008    | Catalina             | CSS                        |
| 315544 | 2008 BS43              | 30 de gener de 2008    | Catalina             | CSS                        |
| 315545 | 2008 BJ46              | 30 de gener de 2008    | Kitt Peak            | Spacewatch                 |
| 315546 | 2008 BQ47              | 31 de gener de 2008    | Mount Lemmon         | Mt. Lemmon Survey          |
| 315547 | 2008 BV48              | 30 de gener de 2008    | Catalina             | CSS                        |
| 315548 | 2008 BK49              | 19 de gener de 2008    | Mount Lemmon         | Mt. Lemmon Survey          |
| 315549 | 2008 BB52              | 18 de gener de 2008    | Kitt Peak            | Spacewatch                 |
| 315550 | 2008 BR52              | 11 de febrer de 2004   | Kitt Peak            | Spacewatch                 |
| 315551 | 2008 CL4               | 10 de gener de 2008    | Kitt Peak            | Spacewatch                 |
| 315552 | 2008 CM5               | 5 de febrer de 2008    | La Sagra             | La Sagra                   |
| 315553 | 2008 CM9               | 25 de setembre de 2006 | Kitt Peak            | Spacewatch                 |
| 315554 | 2008 CE14              | 3 de febrer de 2008    | Kitt Peak            | Spacewatch                 |
| 315555 | 2008 CZ15              | 3 de febrer de 2008    | Kitt Peak            | Spacewatch                 |
| 315556 | 2008 CB20              | 6 de febrer de 2008    | Catalina             | CSS                        |
| 315557 | 2008 CT22              | 7 de febrer de 2008    | La Sagra             | La Sagra                   |
| 315558 | 2008 CA24              | 1 de febrer de 2008    | Kitt Peak            | Spacewatch                 |
| 315559 | 2008 CR27              | 2 de febrer de 2008    | Kitt Peak            | Spacewatch                 |
| 315560 | 2008 CU28              | 2 de febrer de 2008    | Kitt Peak            | Spacewatch                 |
| 315561 | 2008 CZ32              | 2 de febrer de 2008    | Kitt Peak            | Spacewatch                 |
| 315562 | 2008 CV36              | 2 de febrer de 2008    | Kitt Peak            | Spacewatch                 |
| 315563 | 2008 CW38              | 2 de febrer de 2008    | Mount Lemmon         | Mt. Lemmon Survey          |
| 315564 | 2008 CY38              | 2 de febrer de 2008    | Mount Lemmon         | Mt. Lemmon Survey          |
| 315565 | 2008 CS40              | 2 de febrer de 2008    | Kitt Peak            | Spacewatch                 |
| 315566 | 2008 CS43              | 2 de febrer de 2008    | Kitt Peak            | Spacewatch                 |
| 315567 | 2008 CP46              | 2 de febrer de 2008    | Kitt Peak            | Spacewatch                 |
| 315568 | 2008 CA47              | 2 de febrer de 2008    | Kitt Peak            | Spacewatch                 |
| 315569 | 2008 CE48              | 3 de febrer de 2008    | Catalina             | CSS                        |
| 315570 | 2008 CY50              | 6 de febrer de 2008    | Catalina             | CSS                        |
| 315571 | 2008 CX53              | 7 de febrer de 2008    | Catalina             | CSS                        |
| 315572 | 2008 CV55              | 7 de febrer de 2008    | Kitt Peak            | Spacewatch                 |
| 315573 | 2008 CT58              | 7 de febrer de 2008    | Mount Lemmon         | Mt. Lemmon Survey          |
| 315574 | 2008 CX58              | 7 de febrer de 2008    | Mount Lemmon         | Mt. Lemmon Survey          |
| 315575 | 2008 CP59              | 7 de febrer de 2008    | Mount Lemmon         | Mt. Lemmon Survey          |
| 315576 | 2008 CY66              | 8 de febrer de 2008    | Catalina             | CSS                        |
| 315577 | 2008 CB70              | 9 de febrer de 2008    | La Canada            | La Canada                  |
| 315578 | 2008 CT73              | 6 de febrer de 2008    | Catalina             | CSS                        |
| 315579 | 2008 CH74              | 10 de febrer de 2008   | Uccle                | P. De Cat                  |
| 315580 | 2008 CL75              | 9 de febrer de 2008    | Mount Lemmon         | Mt. Lemmon Survey          |
| 315581 | 2008 CP76              | 6 de febrer de 2008    | Catalina             | CSS                        |
| 315582 | 2008 CV76              | 6 de febrer de 2008    | Catalina             | CSS                        |
| 315583 | 2008 CF86              | 7 de febrer de 2008    | Mount Lemmon         | Mt. Lemmon Survey          |
| 315584 | 2008 CM86              | 7 de febrer de 2008    | Mount Lemmon         | Mt. Lemmon Survey          |
| 315585 | 2008 CJ88              | 7 de febrer de 2008    | Mount Lemmon         | Mt. Lemmon Survey          |
| 315586 | 2008 CQ88              | 7 de febrer de 2008    | Mount Lemmon         | Mt. Lemmon Survey          |
| 315587 | 2008 CM90              | 8 de febrer de 2008    | Catalina             | CSS                        |
| 315588 | 2008 CJ103             | 9 de febrer de 2008    | Kitt Peak            | Spacewatch                 |
| 315589 | 2008 CC117             | 12 de febrer de 2008   | Mayhill              | A. Lowe                    |
| 315590 | 2008 CZ117             | 12 de febrer de 2008   | Wildberg             | R. Apitzsch                |
| 315591 | 2008 CM119             | 13 de febrer de 2008   | Schiaparelli         | Schiaparelli               |
| 315592 | 2008 CU124             | 7 de febrer de 2008    | Kitt Peak            | Spacewatch                 |
| 315593 | 2008 CY126             | 8 de febrer de 2008    | Kitt Peak            | Spacewatch                 |
| 315594 | 2008 CL130             | 8 de febrer de 2008    | Kitt Peak            | Spacewatch                 |
| 315595 | 2008 CK131             | 8 de febrer de 2008    | Kitt Peak            | Spacewatch                 |
| 315596 | 2008 CG132             | 8 de febrer de 2008    | Kitt Peak            | Spacewatch                 |
| 315597 | 2008 CO140             | 8 de febrer de 2008    | Kitt Peak            | Spacewatch                 |
| 315598 | 2008 CG150             | 9 de febrer de 2008    | Kitt Peak            | Spacewatch                 |
| 315599 | 2008 CF152             | 31 de març de 2004     | Kitt Peak            | Spacewatch                 |
| 315600 | 2008 CG154             | 9 de febrer de 2008    | Kitt Peak            | Spacewatch                 |

## 315601-315700
| Nom    | Designació provisional | Data de descobriment | Lloc de descobriment | Descobridor/s            |
| ------ | ---------------------- | -------------------- | -------------------- | ------------------------ |
| 315601 | 2008 CS157             | 9 de febrer de 2008  | Catalina             | CSS                      |
| 315602 | 2008 CN160             | 9 de febrer de 2008  | Kitt Peak            | Spacewatch               |
| 315603 | 2008 CJ163             | 10 de febrer de 2008 | Catalina             | CSS                      |
| 315604 | 2008 CK168             | 11 de febrer de 2008 | Kitt Peak            | Spacewatch               |
| 315605 | 2008 CX175             | 6 de febrer de 2008  | Socorro              | LINEAR                   |
| 315606 | 2008 CU178             | 18 de gener de 2008  | Mount Lemmon         | Mt. Lemmon Survey        |
| 315607 | 2008 CL179             | 6 de febrer de 2008  | Catalina             | CSS                      |
| 315608 | 2008 CY179             | 8 de febrer de 2008  | Catalina             | CSS                      |
| 315609 | 2008 CN180             | 9 de febrer de 2008  | Catalina             | CSS                      |
| 315610 | 2008 CP180             | 9 de febrer de 2008  | Catalina             | CSS                      |
| 315611 | 2008 CS180             | 9 de febrer de 2008  | Catalina             | CSS                      |
| 315612 | 2008 CX181             | 11 de febrer de 2008 | Mount Lemmon         | Mt. Lemmon Survey        |
| 315613 | 2008 CN182             | 11 de febrer de 2008 | Mount Lemmon         | Mt. Lemmon Survey        |
| 315614 | 2008 CZ182             | 11 de febrer de 2008 | Mount Lemmon         | Mt. Lemmon Survey        |
| 315615 | 2008 CZ184             | 2 de febrer de 2008  | Kitt Peak            | Spacewatch               |
| 315616 | 2008 CP192             | 3 de febrer de 2008  | Kitt Peak            | Spacewatch               |
| 315617 | 2008 CW194             | 13 de febrer de 2008 | Mount Lemmon         | Mt. Lemmon Survey        |
| 315618 | 2008 CD199             | 13 de febrer de 2008 | Kitt Peak            | Spacewatch               |
| 315619 | 2008 CE199             | 13 de febrer de 2008 | Kitt Peak            | Spacewatch               |
| 315620 | 2008 CM199             | 13 de febrer de 2008 | Mount Lemmon         | Mt. Lemmon Survey        |
| 315621 | 2008 CQ199             | 13 de febrer de 2008 | Mount Lemmon         | Mt. Lemmon Survey        |
| 315622 | 2008 CW199             | 13 de febrer de 2008 | Mount Lemmon         | Mt. Lemmon Survey        |
| 315623 | 2008 CZ200             | 11 de febrer de 2008 | Mount Lemmon         | Mt. Lemmon Survey        |
| 315624 | 2008 CF204             | 10 de febrer de 2008 | Kitt Peak            | Spacewatch               |
| 315625 | 2008 CS205             | 2 de febrer de 2008  | Kitt Peak            | Spacewatch               |
| 315626 | 2008 CY205             | 3 de febrer de 2008  | Kitt Peak            | Spacewatch               |
| 315627 | 2008 CV209             | 7 de febrer de 2008  | Mount Lemmon         | Mt. Lemmon Survey        |
| 315628 | 2008 CD210             | 29 d'agost de 2006   | Kitt Peak            | Spacewatch               |
| 315629 | 2008 CE213             | 9 de febrer de 2008  | Socorro              | LINEAR                   |
| 315630 | 2008 CU215             | 13 de febrer de 2008 | Mount Lemmon         | Mt. Lemmon Survey        |
| 315631 | 2008 DV5               | 24 de febrer de 2008 | Kitt Peak            | Spacewatch               |
| 315632 | 2008 DC14              | 26 de febrer de 2008 | Mount Lemmon         | Mt. Lemmon Survey        |
| 315633 | 2008 DC15              | 26 de febrer de 2008 | Mount Lemmon         | Mt. Lemmon Survey        |
| 315634 | 2008 DL18              | 26 de febrer de 2008 | Mount Lemmon         | Mt. Lemmon Survey        |
| 315635 | 2008 DN20              | 28 de febrer de 2008 | Mount Lemmon         | Mt. Lemmon Survey        |
| 315636 | 2008 DF26              | 29 de febrer de 2008 | Purple Mountain      | PMO NEO Survey Program   |
| 315637 | 2008 DN26              | 26 de febrer de 2008 | Mount Lemmon         | Mt. Lemmon Survey        |
| 315638 | 2008 DG28              | 24 de febrer de 2008 | Kitt Peak            | Spacewatch               |
| 315639 | 2008 DK30              | 26 de febrer de 2008 | Mount Lemmon         | Mt. Lemmon Survey        |
| 315640 | 2008 DD32              | 27 de febrer de 2008 | Kitt Peak            | Spacewatch               |
| 315641 | 2008 DG32              | 27 de febrer de 2008 | Kitt Peak            | Spacewatch               |
| 315642 | 2008 DS33              | 27 de febrer de 2008 | Catalina             | CSS                      |
| 315643 | 2008 DV33              | 27 de febrer de 2008 | Kitt Peak            | Spacewatch               |
| 315644 | 2008 DL34              | 27 de febrer de 2008 | Kitt Peak            | Spacewatch               |
| 315645 | 2008 DS34              | 27 de febrer de 2008 | Mount Lemmon         | Mt. Lemmon Survey        |
| 315646 | 2008 DP37              | 10 de febrer de 2008 | Mount Lemmon         | Mt. Lemmon Survey        |
| 315647 | 2008 DX37              | 27 de febrer de 2008 | Mount Lemmon         | Mt. Lemmon Survey        |
| 315648 | 2008 DR38              | 27 de febrer de 2008 | Kitt Peak            | Spacewatch               |
| 315649 | 2008 DF44              | 28 de febrer de 2008 | Kitt Peak            | Spacewatch               |
| 315650 | 2008 DA46              | 10 de febrer de 2008 | Mount Lemmon         | Mt. Lemmon Survey        |
| 315651 | 2008 DH46              | 28 de febrer de 2008 | Mount Lemmon         | Mt. Lemmon Survey        |
| 315652 | 2008 DZ46              | 28 de febrer de 2008 | Kitt Peak            | Spacewatch               |
| 315653 | 2008 DO47              | 28 de febrer de 2008 | Mount Lemmon         | Mt. Lemmon Survey        |
| 315654 | 2008 DX47              | 13 de febrer de 2008 | Mount Lemmon         | Mt. Lemmon Survey        |
| 315655 | 2008 DR48              | 25 d'abril de 2004   | Apache Point         | Sloan Digital Sky Survey |
| 315656 | 2008 DO53              | 29 de febrer de 2008 | Mount Lemmon         | Mt. Lemmon Survey        |
| 315657 | 2008 DR55              | 27 de febrer de 2008 | Kitt Peak            | Spacewatch               |
| 315658 | 2008 DU56              | 29 de febrer de 2008 | Catalina             | CSS                      |
| 315659 | 2008 DX57              | 28 de febrer de 2008 | Catalina             | CSS                      |
| 315660 | 2008 DE58              | 29 de febrer de 2008 | Catalina             | CSS                      |
| 315661 | 2008 DH60              | 28 de febrer de 2008 | Kitt Peak            | Spacewatch               |
| 315662 | 2008 DO60              | 28 de febrer de 2008 | Mount Lemmon         | Mt. Lemmon Survey        |
| 315663 | 2008 DW60              | 28 de febrer de 2008 | Mount Lemmon         | Mt. Lemmon Survey        |
| 315664 | 2008 DD61              | 28 de febrer de 2008 | Mount Lemmon         | Mt. Lemmon Survey        |
| 315665 | 2008 DN61              | 28 de febrer de 2008 | Mount Lemmon         | Mt. Lemmon Survey        |
| 315666 | 2008 DT72              | 3 de febrer de 2008  | Kitt Peak            | Spacewatch               |
| 315667 | 2008 DR73              | 27 de febrer de 2008 | Mount Lemmon         | Mt. Lemmon Survey        |
| 315668 | 2008 DA77              | 28 de febrer de 2008 | Kitt Peak            | Spacewatch               |
| 315669 | 2008 DH79              | 27 de febrer de 2008 | Catalina             | CSS                      |
| 315670 | 2008 DS79              | 29 de febrer de 2008 | Catalina             | CSS                      |
| 315671 | 2008 DF83              | 28 de febrer de 2008 | Kitt Peak            | Spacewatch               |
| 315672 | 2008 DJ88              | 21 d'octubre de 2000 | Kitt Peak            | Spacewatch               |
| 315673 | 2008 EO4               | 2 de març de 2008    | Mount Lemmon         | Mt. Lemmon Survey        |
| 315674 | 2008 EA5               | 3 de març de 2008    | Grove Creek          | F. Tozzi                 |
| 315675 | 2008 EJ7               | 5 de març de 2008    | Vail-Jarnac          | Jarnac                   |
| 315676 | 2008 ER8               | 6 de març de 2008    | La Sagra             | La Sagra                 |
| 315677 | 2008 EV10              | 1 de març de 2008    | Kitt Peak            | Spacewatch               |
| 315678 | 2008 EA11              | 1 de març de 2008    | Kitt Peak            | Spacewatch               |
| 315679 | 2008 EL11              | 1 de març de 2008    | Kitt Peak            | Spacewatch               |
| 315680 | 2008 EW15              | 1 de març de 2008    | Kitt Peak            | Spacewatch               |
| 315681 | 2008 EC19              | 2 de març de 2008    | Catalina             | CSS                      |
| 315682 | 2008 EL23              | 3 de març de 2008    | Catalina             | CSS                      |
| 315683 | 2008 EQ26              | 4 de març de 2008    | Catalina             | CSS                      |
| 315684 | 2008 EP28              | 4 de març de 2008    | Mount Lemmon         | Mt. Lemmon Survey        |
| 315685 | 2008 EJ29              | 4 de març de 2008    | Mount Lemmon         | Mt. Lemmon Survey        |
| 315686 | 2008 EP33              | 1 de març de 2008    | Catalina             | CSS                      |
| 315687 | 2008 EE34              | 2 de març de 2008    | Catalina             | CSS                      |
| 315688 | 2008 EK36              | 3 de març de 2008    | Kitt Peak            | Spacewatch               |
| 315689 | 2008 EF37              | 4 de març de 2008    | Kitt Peak            | Spacewatch               |
| 315690 | 2008 EM41              | 4 de març de 2008    | Mount Lemmon         | Mt. Lemmon Survey        |
| 315691 | 2008 EV42              | 4 de març de 2008    | Mount Lemmon         | Mt. Lemmon Survey        |
| 315692 | 2008 EG47              | 5 de març de 2008    | Mount Lemmon         | Mt. Lemmon Survey        |
| 315693 | 2008 EU51              | 6 de març de 2008    | Mount Lemmon         | Mt. Lemmon Survey        |
| 315694 | 2008 ED55              | 6 de març de 2008    | Kitt Peak            | Spacewatch               |
| 315695 | 2008 EH55              | 6 de març de 2008    | Mount Lemmon         | Mt. Lemmon Survey        |
| 315696 | 2008 EW56              | 7 de març de 2008    | Catalina             | CSS                      |
| 315697 | 2008 EW60              | 8 de març de 2008    | Mount Lemmon         | Mt. Lemmon Survey        |
| 315698 | 2008 EJ73              | 7 de març de 2008    | Catalina             | CSS                      |
| 315699 | 2008 EF74              | 7 de març de 2008    | Kitt Peak            | Spacewatch               |
| 315700 | 2008 EX81              | 4 de març de 2008    | Socorro              | LINEAR                   |

## 315701-315800
| Nom    | Designació provisional | Data de descobriment   | Lloc de descobriment | Descobridor/s     |
| ------ | ---------------------- | ---------------------- | -------------------- | ----------------- |
| 315701 | 2008 EE83              | 8 de març de 2008      | Socorro              | LINEAR            |
| 315702 | 2008 EX83              | 8 de març de 2008      | Catalina             | CSS               |
| 315703 | 2008 ET85              | 7 de març de 2008      | Mount Lemmon         | Mt. Lemmon Survey |
| 315704 | 2008 EY85              | 7 de març de 2008      | Catalina             | CSS               |
| 315705 | 2008 EB90              | 11 de març de 2008     | Socorro              | LINEAR            |
| 315706 | 2008 EP90              | 11 de març de 2008     | Kitt Peak            | Spacewatch        |
| 315707 | 2008 EC95              | 5 de març de 2008      | Mount Lemmon         | Mt. Lemmon Survey |
| 315708 | 2008 ED95              | 5 de març de 2008      | Mount Lemmon         | Mt. Lemmon Survey |
| 315709 | 2008 EP98              | 3 de març de 2008      | Catalina             | CSS               |
| 315710 | 2008 EL99              | 4 de març de 2008      | Catalina             | CSS               |
| 315711 | 2008 EB105             | 6 de març de 2008      | Mount Lemmon         | Mt. Lemmon Survey |
| 315712 | 2008 EF109             | 7 de març de 2008      | Catalina             | CSS               |
| 315713 | 2008 EH111             | 8 de març de 2008      | Kitt Peak            | Spacewatch        |
| 315714 | 2008 EN111             | 8 de març de 2008      | Kitt Peak            | Spacewatch        |
| 315715 | 2008 EC112             | 8 de març de 2008      | Kitt Peak            | Spacewatch        |
| 315716 | 2008 EL113             | 8 de març de 2008      | Catalina             | CSS               |
| 315717 | 2008 ER115             | 8 de març de 2008      | Mount Lemmon         | Mt. Lemmon Survey |
| 315718 | 2008 EJ117             | 8 de març de 2008      | Kitt Peak            | Spacewatch        |
| 315719 | 2008 ET119             | 9 de març de 2008      | Kitt Peak            | Spacewatch        |
| 315720 | 2008 EF120             | 9 de març de 2008      | Kitt Peak            | Spacewatch        |
| 315721 | 2008 EC122             | 9 de març de 2008      | Kitt Peak            | Spacewatch        |
| 315722 | 2008 EY125             | 10 de març de 2008     | Kitt Peak            | Spacewatch        |
| 315723 | 2008 EB131             | 11 de març de 2008     | Kitt Peak            | Spacewatch        |
| 315724 | 2008 EX131             | 11 de març de 2008     | Kitt Peak            | Spacewatch        |
| 315725 | 2008 EB135             | 11 de març de 2008     | Kitt Peak            | Spacewatch        |
| 315726 | 2008 EF135             | 11 de març de 2008     | Kitt Peak            | Spacewatch        |
| 315727 | 2008 EV136             | 11 de març de 2008     | Kitt Peak            | Spacewatch        |
| 315728 | 2008 EN139             | 11 de març de 2008     | Catalina             | CSS               |
| 315729 | 2008 ES141             | 12 de març de 2008     | Mount Lemmon         | Mt. Lemmon Survey |
| 315730 | 2008 EK143             | 13 de març de 2008     | Catalina             | CSS               |
| 315731 | 2008 EM148             | 2 de març de 2008      | Kitt Peak            | Spacewatch        |
| 315732 | 2008 EH150             | 9 de març de 2008      | Kitt Peak            | Spacewatch        |
| 315733 | 2008 EY150             | 4 de març de 2008      | Mount Lemmon         | Mt. Lemmon Survey |
| 315734 | 2008 EZ152             | 11 de març de 2008     | Mount Lemmon         | Mt. Lemmon Survey |
| 315735 | 2008 EN156             | 1 de març de 2008      | Kitt Peak            | Spacewatch        |
| 315736 | 2008 EG160             | 1 de març de 2008      | Kitt Peak            | Spacewatch        |
| 315737 | 2008 EL165             | 2 de març de 2008      | Mount Lemmon         | Mt. Lemmon Survey |
| 315738 | 2008 EG167             | 8 de març de 2008      | Kitt Peak            | Spacewatch        |
| 315739 | 2008 EK168             | 8 d'octubre de 2005    | Catalina             | CSS               |
| 315740 | 2008 FK2               | 25 de març de 2008     | Kitt Peak            | Spacewatch        |
| 315741 | 2008 FN2               | 13 d'octubre de 2001   | Kitt Peak            | Spacewatch        |
| 315742 | 2008 FC4               | 25 de març de 2008     | Kitt Peak            | Spacewatch        |
| 315743 | 2008 FV4               | 26 de març de 2008     | Mount Lemmon         | Mt. Lemmon Survey |
| 315744 | 2008 FQ7               | 30 de març de 2008     | Piszkesteto          | K. Sarneczky      |
| 315745 | 2008 FS10              | 26 de març de 2008     | Kitt Peak            | Spacewatch        |
| 315746 | 2008 FZ10              | 26 de març de 2008     | Kitt Peak            | Spacewatch        |
| 315747 | 2008 FK14              | 26 de març de 2008     | Mount Lemmon         | Mt. Lemmon Survey |
| 315748 | 2008 FM14              | 26 de març de 2008     | Mount Lemmon         | Mt. Lemmon Survey |
| 315749 | 2008 FD15              | 26 de març de 2008     | Kitt Peak            | Spacewatch        |
| 315750 | 2008 FR24              | 27 de març de 2008     | Kitt Peak            | Spacewatch        |
| 315751 | 2008 FP26              | 27 de març de 2008     | Kitt Peak            | Spacewatch        |
| 315752 | 2008 FE27              | 27 de març de 2008     | Kitt Peak            | Spacewatch        |
| 315753 | 2008 FB35              | 28 de març de 2008     | Mount Lemmon         | Mt. Lemmon Survey |
| 315754 | 2008 FG38              | 28 de març de 2008     | Kitt Peak            | Spacewatch        |
| 315755 | 2008 FO38              | 28 de març de 2008     | Kitt Peak            | Spacewatch        |
| 315756 | 2008 FH42              | 27 de febrer de 2008   | Mount Lemmon         | Mt. Lemmon Survey |
| 315757 | 2008 FH50              | 28 de març de 2008     | Kitt Peak            | Spacewatch        |
| 315758 | 2008 FL52              | 28 de març de 2008     | Mount Lemmon         | Mt. Lemmon Survey |
| 315759 | 2008 FK55              | 28 de març de 2008     | Mount Lemmon         | Mt. Lemmon Survey |
| 315760 | 2008 FD57              | 28 de març de 2008     | Mount Lemmon         | Mt. Lemmon Survey |
| 315761 | 2008 FY59              | 29 de març de 2008     | Mount Lemmon         | Mt. Lemmon Survey |
| 315762 | 2008 FS63              | 27 de març de 2008     | Kitt Peak            | Spacewatch        |
| 315763 | 2008 FK64              | 28 de març de 2008     | Mount Lemmon         | Mt. Lemmon Survey |
| 315764 | 2008 FP65              | 28 de març de 2008     | Mount Lemmon         | Mt. Lemmon Survey |
| 315765 | 2008 FW68              | 28 de març de 2008     | Mount Lemmon         | Mt. Lemmon Survey |
| 315766 | 2008 FU69              | 28 de març de 2008     | Kitt Peak            | Spacewatch        |
| 315767 | 2008 FY69              | 10 de setembre de 2004 | Kitt Peak            | Spacewatch        |
| 315768 | 2008 FM75              | 31 de març de 2008     | Mount Lemmon         | Mt. Lemmon Survey |
| 315769 | 2008 FA76              | 31 de març de 2008     | Mayhill              | A. Lowe           |
| 315770 | 2008 FG76              | 30 de març de 2008     | Catalina             | CSS               |
| 315771 | 2008 FV80              | 27 de març de 2008     | Mount Lemmon         | Mt. Lemmon Survey |
| 315772 | 2008 FK87              | 28 de març de 2008     | Mount Lemmon         | Mt. Lemmon Survey |
| 315773 | 2008 FR94              | 29 de març de 2008     | Kitt Peak            | Spacewatch        |
| 315774 | 2008 FU96              | 29 de març de 2008     | Catalina             | CSS               |
| 315775 | 2008 FP102             | 30 de març de 2008     | Kitt Peak            | Spacewatch        |
| 315776 | 2008 FT103             | 30 de març de 2008     | Kitt Peak            | Spacewatch        |
| 315777 | 2008 FO104             | 10 de febrer de 2008   | Mount Lemmon         | Mt. Lemmon Survey |
| 315778 | 2008 FU104             | 30 de març de 2008     | Kitt Peak            | Spacewatch        |
| 315779 | 2008 FO105             | 31 de març de 2008     | Kitt Peak            | Spacewatch        |
| 315780 | 2008 FG109             | 31 de març de 2008     | Mount Lemmon         | Mt. Lemmon Survey |
| 315781 | 2008 FR109             | 31 de març de 2008     | Mount Lemmon         | Mt. Lemmon Survey |
| 315782 | 2008 FO114             | 31 de març de 2008     | Mount Lemmon         | Mt. Lemmon Survey |
| 315783 | 2008 FV115             | 31 de març de 2008     | Mount Lemmon         | Mt. Lemmon Survey |
| 315784 | 2008 FY115             | 31 de març de 2008     | Mount Lemmon         | Mt. Lemmon Survey |
| 315785 | 2008 FJ116             | 31 de març de 2008     | Mount Lemmon         | Mt. Lemmon Survey |
| 315786 | 2008 FM123             | 28 de març de 2008     | Kitt Peak            | Spacewatch        |
| 315787 | 2008 FN125             | 31 de març de 2008     | Kitt Peak            | Spacewatch        |
| 315788 | 2008 FO129             | 31 de març de 2008     | Kitt Peak            | Spacewatch        |
| 315789 | 2008 FC130             | 29 de març de 2008     | Catalina             | CSS               |
| 315790 | 2008 FF131             | 31 de març de 2008     | Mount Lemmon         | Mt. Lemmon Survey |
| 315791 | 2008 FM131             | 29 de març de 2008     | Mount Lemmon         | Mt. Lemmon Survey |
| 315792 | 2008 FV133             | 28 de març de 2008     | Mount Lemmon         | Mt. Lemmon Survey |
| 315793 | 2008 GK1               | 3 d'abril de 2008      | La Sagra             | La Sagra          |
| 315794 | 2008 GA2               | 5 d'abril de 2008      | Socorro              | LINEAR            |
| 315795 | 2008 GW3               | 29 d'agost de 2005     | Kitt Peak            | Spacewatch        |
| 315796 | 2008 GA7               | 1 d'abril de 2008      | Kitt Peak            | Spacewatch        |
| 315797 | 2008 GN7               | 1 d'abril de 2008      | Kitt Peak            | Spacewatch        |
| 315798 | 2008 GU7               | 1 d'abril de 2008      | Kitt Peak            | Spacewatch        |
| 315799 | 2008 GE8               | 1 d'abril de 2008      | Kitt Peak            | Spacewatch        |
| 315800 | 2008 GS15              | 13 de març de 2008     | Kitt Peak            | Spacewatch        |

## 315801-315900
| Nom    | Designació provisional | Data de descobriment   | Lloc de descobriment | Descobridor/s     |
| ------ | ---------------------- | ---------------------- | -------------------- | ----------------- |
| 315801 | 2008 GT16              | 3 d'abril de 2008      | Kitt Peak            | Spacewatch        |
| 315802 | 2008 GH23              | 1 d'abril de 2008      | Mount Lemmon         | Mt. Lemmon Survey |
| 315803 | 2008 GS23              | 1 d'abril de 2008      | Mount Lemmon         | Mt. Lemmon Survey |
| 315804 | 2008 GA27              | 3 d'abril de 2008      | Kitt Peak            | Spacewatch        |
| 315805 | 2008 GV31              | 3 d'abril de 2008      | Kitt Peak            | Spacewatch        |
| 315806 | 2008 GX38              | 3 d'abril de 2008      | Mount Lemmon         | Mt. Lemmon Survey |
| 315807 | 2008 GU42              | 4 d'abril de 2008      | Mount Lemmon         | Mt. Lemmon Survey |
| 315808 | 2008 GC55              | 5 d'abril de 2008      | Mount Lemmon         | Mt. Lemmon Survey |
| 315809 | 2008 GZ59              | 5 d'abril de 2008      | Kitt Peak            | Spacewatch        |
| 315810 | 2008 GO62              | 5 d'abril de 2008      | Catalina             | CSS               |
| 315811 | 2008 GR64              | 6 d'abril de 2008      | Kitt Peak            | Spacewatch        |
| 315812 | 2008 GL72              | 7 d'abril de 2008      | Mount Lemmon         | Mt. Lemmon Survey |
| 315813 | 2008 GE73              | 7 d'abril de 2008      | Mount Lemmon         | Mt. Lemmon Survey |
| 315814 | 2008 GL78              | 7 d'abril de 2008      | Kitt Peak            | Spacewatch        |
| 315815 | 2008 GV81              | 8 d'abril de 2008      | Kitt Peak            | Spacewatch        |
| 315816 | 2008 GF82              | 8 d'abril de 2008      | Kitt Peak            | Spacewatch        |
| 315817 | 2008 GJ83              | 8 d'abril de 2008      | Kitt Peak            | Spacewatch        |
| 315818 | 2008 GS88              | 6 d'abril de 2008      | Kitt Peak            | Spacewatch        |
| 315819 | 2008 GV92              | 6 d'abril de 2008      | Mount Lemmon         | Mt. Lemmon Survey |
| 315820 | 2008 GF93              | 6 d'abril de 2008      | Catalina             | CSS               |
| 315821 | 2008 GP95              | 8 d'abril de 2008      | Kitt Peak            | Spacewatch        |
| 315822 | 2008 GU95              | 8 d'abril de 2008      | Kitt Peak            | Spacewatch        |
| 315823 | 2008 GX96              | 8 d'abril de 2008      | Kitt Peak            | Spacewatch        |
| 315824 | 2008 GZ96              | 8 d'abril de 2008      | Kitt Peak            | Spacewatch        |
| 315825 | 2008 GT97              | 8 d'abril de 2008      | Kitt Peak            | Spacewatch        |
| 315826 | 2008 GP100             | 9 d'abril de 2008      | Kitt Peak            | Spacewatch        |
| 315827 | 2008 GH103             | 11 d'abril de 2008     | Kitt Peak            | Spacewatch        |
| 315828 | 2008 GB106             | 11 d'abril de 2008     | Mount Lemmon         | Mt. Lemmon Survey |
| 315829 | 2008 GY112             | 13 d'abril de 2008     | Catalina             | CSS               |
| 315830 | 2008 GE118             | 29 de març de 2008     | Kitt Peak            | Spacewatch        |
| 315831 | 2008 GY123             | 13 d'abril de 2008     | Mount Lemmon         | Mt. Lemmon Survey |
| 315832 | 2008 GA124             | 13 d'abril de 2008     | Mount Lemmon         | Mt. Lemmon Survey |
| 315833 | 2008 GG127             | 14 d'abril de 2008     | Mount Lemmon         | Mt. Lemmon Survey |
| 315834 | 2008 GD129             | 1 d'abril de 2008      | Kitt Peak            | Spacewatch        |
| 315835 | 2008 GV131             | 6 d'abril de 2008      | Kitt Peak            | Spacewatch        |
| 315836 | 2008 GW133             | 3 d'abril de 2008      | Mount Lemmon         | Mt. Lemmon Survey |
| 315837 | 2008 GZ141             | 12 d'abril de 2008     | Socorro              | LINEAR            |
| 315838 | 2008 HD1               | 24 d'abril de 2008     | Kitt Peak            | Spacewatch        |
| 315839 | 2008 HU5               | 24 d'abril de 2008     | Kitt Peak            | Spacewatch        |
| 315840 | 2008 HU8               | 24 d'abril de 2008     | Kitt Peak            | Spacewatch        |
| 315841 | 2008 HW8               | 3 d'abril de 2008      | Mount Lemmon         | Mt. Lemmon Survey |
| 315842 | 2008 HP11              | 24 d'abril de 2008     | Kitt Peak            | Spacewatch        |
| 315843 | 2008 HE12              | 24 d'abril de 2008     | Kitt Peak            | Spacewatch        |
| 315844 | 2008 HF12              | 24 d'abril de 2008     | Catalina             | CSS               |
| 315845 | 2008 HE13              | 25 d'abril de 2008     | Kitt Peak            | Spacewatch        |
| 315846 | 2008 HF13              | 25 d'abril de 2008     | Kitt Peak            | Spacewatch        |
| 315847 | 2008 HP15              | 25 d'abril de 2008     | Kitt Peak            | Spacewatch        |
| 315848 | 2008 HD19              | 26 d'abril de 2008     | Mount Lemmon         | Mt. Lemmon Survey |
| 315849 | 2008 HW19              | 14 d'abril de 2008     | Mount Lemmon         | Mt. Lemmon Survey |
| 315850 | 2008 HA26              | 4 d'abril de 2008      | Kitt Peak            | Spacewatch        |
| 315851 | 2008 HT27              | 28 d'abril de 2008     | Kitt Peak            | Spacewatch        |
| 315852 | 2008 HY32              | 1 d'octubre de 2005    | Kitt Peak            | Spacewatch        |
| 315853 | 2008 HQ33              | 26 d'abril de 2008     | Kitt Peak            | Spacewatch        |
| 315854 | 2008 HJ34              | 27 d'abril de 2008     | Kitt Peak            | Spacewatch        |
| 315855 | 2008 HP34              | 27 d'abril de 2008     | Kitt Peak            | Spacewatch        |
| 315856 | 2008 HO36              | 30 d'abril de 2008     | Kitt Peak            | Spacewatch        |
| 315857 | 2008 HK42              | 27 d'abril de 2008     | Kitt Peak            | Spacewatch        |
| 315858 | 2008 HZ42              | 27 d'abril de 2008     | Mount Lemmon         | Mt. Lemmon Survey |
| 315859 | 2008 HL47              | 28 d'abril de 2008     | Kitt Peak            | Spacewatch        |
| 315860 | 2008 HN47              | 28 d'abril de 2008     | Kitt Peak            | Spacewatch        |
| 315861 | 2008 HC49              | 29 d'abril de 2008     | Mount Lemmon         | Mt. Lemmon Survey |
| 315862 | 2008 HV50              | 29 d'abril de 2008     | Kitt Peak            | Spacewatch        |
| 315863 | 2008 HX55              | 29 d'abril de 2008     | Kitt Peak            | Spacewatch        |
| 315864 | 2008 HN57              | 30 d'abril de 2008     | Kitt Peak            | Spacewatch        |
| 315865 | 2008 HR59              | 30 d'abril de 2008     | Kitt Peak            | Spacewatch        |
| 315866 | 2008 HW61              | 30 d'abril de 2008     | Mount Lemmon         | Mt. Lemmon Survey |
| 315867 | 2008 HN66              | 26 d'abril de 2008     | Catalina             | CSS               |
| 315868 | 2008 HJ67              | 29 d'abril de 2008     | Kitt Peak            | Spacewatch        |
| 315869 | 2008 HH70              | 17 d'abril de 2008     | Mount Lemmon         | Mt. Lemmon Survey |
| 315870 | 2008 JD9               | 27 de novembre de 2006 | Mount Lemmon         | Mt. Lemmon Survey |
| 315871 | 2008 JE9               | 2 de maig de 2008      | Kitt Peak            | Spacewatch        |
| 315872 | 2008 JP10              | 3 de maig de 2008      | Mount Lemmon         | Mt. Lemmon Survey |
| 315873 | 2008 JJ12              | 3 de maig de 2008      | Kitt Peak            | Spacewatch        |
| 315874 | 2008 JX12              | 3 de maig de 2008      | Kitt Peak            | Spacewatch        |
| 315875 | 2008 JB21              | 9 de maig de 2008      | Bergisch Gladbac     | W. Bickel         |
| 315876 | 2008 JA24              | 7 de maig de 2008      | Kitt Peak            | Spacewatch        |
| 315877 | 2008 JB28              | 8 de maig de 2008      | Kitt Peak            | Spacewatch        |
| 315878 | 2008 JJ29              | 12 de maig de 2008     | Kitt Peak            | Spacewatch        |
| 315879 | 2008 JT29              | 11 de maig de 2008     | Kitt Peak            | Spacewatch        |
| 315880 | 2008 JP40              | 14 de maig de 2008     | Mount Lemmon         | Mt. Lemmon Survey |
| 315881 | 2008 KZ                | 26 de maig de 2008     | Kitt Peak            | Spacewatch        |
| 315882 | 2008 KL7               | 27 de maig de 2008     | Kitt Peak            | Spacewatch        |
| 315883 | 2008 KU8               | 27 de maig de 2008     | Kitt Peak            | Spacewatch        |
| 315884 | 2008 KM14              | 27 de maig de 2008     | Kitt Peak            | Spacewatch        |
| 315885 | 2008 KL17              | 27 de maig de 2008     | Kitt Peak            | Spacewatch        |
| 315886 | 2008 KZ20              | 28 de maig de 2008     | Mount Lemmon         | Mt. Lemmon Survey |
| 315887 | 2008 KV26              | 29 de maig de 2008     | Kitt Peak            | Spacewatch        |
| 315888 | 2008 KG29              | 29 de maig de 2008     | Kitt Peak            | Spacewatch        |
| 315889 | 2008 KH31              | 29 de maig de 2008     | Kitt Peak            | Spacewatch        |
| 315890 | 2008 KJ37              | 29 de maig de 2008     | Mount Lemmon         | Mt. Lemmon Survey |
| 315891 | 2008 KA38              | 30 de maig de 2008     | Kitt Peak            | Spacewatch        |
| 315892 | 2008 KU42              | 31 de maig de 2008     | Kitt Peak            | Spacewatch        |
| 315893 | 2008 LJ3               | 1 de juny de 2008      | Kitt Peak            | Spacewatch        |
| 315894 | 2008 LB4               | 2 de juny de 2008      | Kitt Peak            | Spacewatch        |
| 315895 | 2008 LJ7               | 3 de juny de 2008      | Kitt Peak            | Spacewatch        |
| 315896 | 2008 LZ9               | 6 de juny de 2008      | Kitt Peak            | Spacewatch        |
| 315897 | 2008 QZ2               | 24 d'agost de 2008     | Dauban               | F. Kugel          |
| 315898 | 2008 QD4               | 25 d'agost de 2008     | La Sagra             | La Sagra          |
| 315899 | 2008 QG20              | 30 d'agost de 2008     | Alter Satzberg       | M. Pietschnig     |
| 315900 | 2008 QX20              | 26 d'agost de 2008     | Socorro              | LINEAR            |

## 315901-316000
| Nom    | Designació provisional | Data de descobriment   | Lloc de descobriment | Descobridor/s     |
| ------ | ---------------------- | ---------------------- | -------------------- | ----------------- |
| 315901 | 2008 QY36              | 21 d'agost de 2008     | Kitt Peak            | Spacewatch        |
| 315902 | 2008 QS40              | 24 d'agost de 2008     | Kitt Peak            | Spacewatch        |
| 315903 | 2008 QJ42              | 24 d'agost de 2008     | Kitt Peak            | Spacewatch        |
| 315904 | 2008 RD1               | 2 de setembre de 2008  | Calvin-Rehoboth      | L. A. Molnar      |
| 315905 | 2008 RC2               | 2 de setembre de 2008  | Kitt Peak            | Spacewatch        |
| 315906 | 2008 RD4               | 2 de setembre de 2008  | Kitt Peak            | Spacewatch        |
| 315907 | 2008 RF20              | 4 de setembre de 2008  | Kitt Peak            | Spacewatch        |
| 315908 | 2008 RX33              | 2 de setembre de 2008  | Kitt Peak            | Spacewatch        |
| 315909 | 2008 RO63              | 13 de febrer de 2002   | Kitt Peak            | Spacewatch        |
| 315910 | 2008 RH64              | 4 de setembre de 2008  | Kitt Peak            | Spacewatch        |
| 315911 | 2008 RH67              | 4 de setembre de 2008  | Kitt Peak            | Spacewatch        |
| 315912 | 2008 RT85              | 5 de setembre de 2008  | Kitt Peak            | Spacewatch        |
| 315913 | 2008 RP109             | 2 de setembre de 2008  | Kitt Peak            | Spacewatch        |
| 315914 | 2008 RE113             | 5 de setembre de 2008  | Kitt Peak            | Spacewatch        |
| 315915 | 2008 RB123             | 5 de setembre de 2008  | Kitt Peak            | Spacewatch        |
| 315916 | 2008 RO124             | 6 de setembre de 2008  | Mount Lemmon         | Mt. Lemmon Survey |
| 315917 | 2008 RO125             | 7 de setembre de 2008  | Mount Lemmon         | Mt. Lemmon Survey |
| 315918 | 2008 RT126             | 4 de setembre de 2008  | Kitt Peak            | Spacewatch        |
| 315919 | 2008 RG127             | 6 de setembre de 2008  | Kitt Peak            | Spacewatch        |
| 315920 | 2008 RG145             | 6 de setembre de 2008  | Kitt Peak            | Spacewatch        |
| 315921 | 2008 SL23              | 19 de setembre de 2008 | Kitt Peak            | Spacewatch        |
| 315922 | 2008 SW28              | 19 de setembre de 2008 | Kitt Peak            | Spacewatch        |
| 315923 | 2008 SM39              | 20 de setembre de 2008 | Kitt Peak            | Spacewatch        |
| 315924 | 2008 SX85              | 20 de setembre de 2008 | Kitt Peak            | Spacewatch        |
| 315925 | 2008 SE96              | 21 de setembre de 2008 | Kitt Peak            | Spacewatch        |
| 315926 | 2008 SW149             | 29 de setembre de 2008 | Dauban               | F. Kugel          |
| 315927 | 2008 SS150             | 28 de setembre de 2008 | Socorro              | LINEAR            |
| 315928 | 2008 SP198             | 25 de setembre de 2008 | Bergisch Gladbac     | W. Bickel         |
| 315929 | 2008 SQ219             | 30 de setembre de 2008 | La Sagra             | La Sagra          |
| 315930 | 2008 SG221             | 25 de maig de 2006     | Mount Lemmon         | Mt. Lemmon Survey |
| 315931 | 2008 SY233             | 28 de setembre de 2008 | Mount Lemmon         | Mt. Lemmon Survey |
| 315932 | 2008 SX274             | 22 de setembre de 2008 | Kitt Peak            | Spacewatch        |
| 315933 | 2008 SR275             | 23 de setembre de 2008 | Kitt Peak            | Spacewatch        |
| 315934 | 2008 SV279             | 24 de setembre de 2008 | Mount Lemmon         | Mt. Lemmon Survey |
| 315935 | 2008 TK15              | 1 d'octubre de 2008    | Mount Lemmon         | Mt. Lemmon Survey |
| 315936 | 2008 TD29              | 1 d'octubre de 2008    | Mount Lemmon         | Mt. Lemmon Survey |
| 315937 | 2008 TE49              | 2 d'octubre de 2008    | Kitt Peak            | Spacewatch        |
| 315938 | 2008 TV49              | 2 d'octubre de 2008    | Kitt Peak            | Spacewatch        |
| 315939 | 2008 TN59              | 2 d'octubre de 2008    | Kitt Peak            | Spacewatch        |
| 315940 | 2008 TJ85              | 3 d'octubre de 2008    | Mount Lemmon         | Mt. Lemmon Survey |
| 315941 | 2008 TE91              | 3 d'octubre de 2008    | La Sagra             | La Sagra          |
| 315942 | 2008 TG101             | 6 d'octubre de 2008    | Kitt Peak            | Spacewatch        |
| 315943 | 2008 TY116             | 6 d'octubre de 2008    | Mount Lemmon         | Mt. Lemmon Survey |
| 315944 | 2008 TN118             | 7 d'octubre de 2008    | Kitt Peak            | Spacewatch        |
| 315945 | 2008 TR118             | 7 d'octubre de 2008    | Kitt Peak            | Spacewatch        |
| 315946 | 2008 TL121             | 7 d'octubre de 2008    | Mount Lemmon         | Mt. Lemmon Survey |
| 315947 | 2008 TL122             | 7 d'octubre de 2008    | Catalina             | CSS               |
| 315948 | 2008 TL125             | 8 d'octubre de 2008    | Mount Lemmon         | Mt. Lemmon Survey |
| 315949 | 2008 TJ126             | 8 d'octubre de 2008    | Mount Lemmon         | Mt. Lemmon Survey |
| 315950 | 2008 TT127             | 8 d'octubre de 2008    | Mount Lemmon         | Mt. Lemmon Survey |
| 315951 | 2008 TL144             | 9 d'octubre de 2008    | Mount Lemmon         | Mt. Lemmon Survey |
| 315952 | 2008 TO148             | 9 d'octubre de 2008    | Mount Lemmon         | Mt. Lemmon Survey |
| 315953 | 2008 TK150             | 9 d'octubre de 2008    | Mount Lemmon         | Mt. Lemmon Survey |
| 315954 | 2008 TJ176             | 7 d'octubre de 2008    | Kitt Peak            | Spacewatch        |
| 315955 | 2008 UJ4               | 24 d'octubre de 2008   | Socorro              | LINEAR            |
| 315956 | 2008 UJ9               | 24 de setembre de 2008 | Kitt Peak            | Spacewatch        |
| 315957 | 2008 UO9               | 17 d'octubre de 2008   | Kitt Peak            | Spacewatch        |
| 315958 | 2008 UR59              | 21 d'octubre de 2008   | Mount Lemmon         | Mt. Lemmon Survey |
| 315959 | 2008 US83              | 22 d'octubre de 2008   | Mount Lemmon         | Mt. Lemmon Survey |
| 315960 | 2008 UB190             | 25 d'octubre de 2008   | Mount Lemmon         | Mt. Lemmon Survey |
| 315961 | 2008 UO202             | 26 d'octubre de 2008   | Socorro              | LINEAR            |
| 315962 | 2008 UY202             | 28 d'octubre de 2008   | Socorro              | LINEAR            |
| 315963 | 2008 VV2               | 2 de novembre de 2008  | Socorro              | LINEAR            |
| 315964 | 2008 WH17              | 17 de novembre de 2008 | Kitt Peak            | Spacewatch        |
| 315965 | 2008 WA90              | 22 de novembre de 2008 | Mount Lemmon         | Mt. Lemmon Survey |
| 315966 | 2008 WA97              | 18 de novembre de 2008 | Catalina             | CSS               |
| 315967 | 2008 XJ15              | 2 de desembre de 2008  | Catalina             | CSS               |
| 315968 | 2008 YG24              | 19 de desembre de 2008 | Hibiscus             | N. Teamo          |
| 315969 | 2009 AB33              | 15 de gener de 2009    | Kitt Peak            | Spacewatch        |
| 315970 | 2009 AP33              | 15 de gener de 2009    | Kitt Peak            | Spacewatch        |
| 315971 | 2009 BY110             | 31 de gener de 2009    | Mount Lemmon         | Mt. Lemmon Survey |
| 315972 | 2009 BA113             | 31 de gener de 2009    | Mount Lemmon         | Mt. Lemmon Survey |
| 315973 | 2009 BJ145             | 30 de gener de 2009    | Kitt Peak            | Spacewatch        |
| 315974 | 2009 BR156             | 31 de gener de 2009    | Kitt Peak            | Spacewatch        |
| 315975 | 2009 BX156             | 31 de gener de 2009    | Kitt Peak            | Spacewatch        |
| 315976 | 2009 CN11              | 1 de febrer de 2009    | Mount Lemmon         | Mt. Lemmon Survey |
| 315977 | 2009 CW11              | 1 de febrer de 2009    | Kitt Peak            | Spacewatch        |
| 315978 | 2009 CQ14              | 1 de febrer de 2009    | Kitt Peak            | Spacewatch        |
| 315979 | 2009 CC23              | 1 de febrer de 2009    | Kitt Peak            | Spacewatch        |
| 315980 | 2009 CY35              | 2 de febrer de 2009    | Mount Lemmon         | Mt. Lemmon Survey |
| 315981 | 2009 CY43              | 14 de febrer de 2009   | Kitt Peak            | Spacewatch        |
| 315982 | 2009 CZ58              | 4 de febrer de 2009    | Mount Lemmon         | Mt. Lemmon Survey |
| 315983 | 2009 CB60              | 5 de febrer de 2009    | Kitt Peak            | Spacewatch        |
| 315984 | 2009 CO64              | 3 de febrer de 2009    | Kitt Peak            | Spacewatch        |
| 315985 | 2009 CE65              | 5 de febrer de 2009    | Mount Lemmon         | Mt. Lemmon Survey |
| 315986 | 2009 DU5               | 16 de febrer de 2009   | Kitt Peak            | Spacewatch        |
| 315987 | 2009 DA16              | 16 de febrer de 2009   | La Sagra             | La Sagra          |
| 315988 | 2009 DR31              | 20 de febrer de 2009   | Kitt Peak            | Spacewatch        |
| 315989 | 2009 DU42              | 21 de febrer de 2009   | La Sagra             | La Sagra          |
| 315990 | 2009 DZ50              | 19 de febrer de 2009   | Kitt Peak            | Spacewatch        |
| 315991 | 2009 DA64              | 22 de febrer de 2009   | Kitt Peak            | Spacewatch        |
| 315992 | 2009 DN64              | 22 de febrer de 2009   | Kitt Peak            | Spacewatch        |
| 315993 | 2009 DQ77              | 21 d'octubre de 2007   | Kitt Peak            | Spacewatch        |
| 315994 | 2009 DT86              | 27 de febrer de 2009   | Kitt Peak            | Spacewatch        |
| 315995 | 2009 DG97              | 26 de febrer de 2009   | Kitt Peak            | Spacewatch        |
| 315996 | 2009 DW116             | 27 de febrer de 2009   | Kitt Peak            | Spacewatch        |
| 315997 | 2009 DQ117             | 27 de febrer de 2009   | Kitt Peak            | Spacewatch        |
| 315998 | 2009 DG125             | 19 de febrer de 2009   | Kitt Peak            | Spacewatch        |
| 315999 | 2009 DP127             | 20 de febrer de 2009   | Kitt Peak            | Spacewatch        |
| 316000 | 2009 DF128             | 21 de febrer de 2009   | Kitt Peak            | Spacewatch        |